# 中日关系

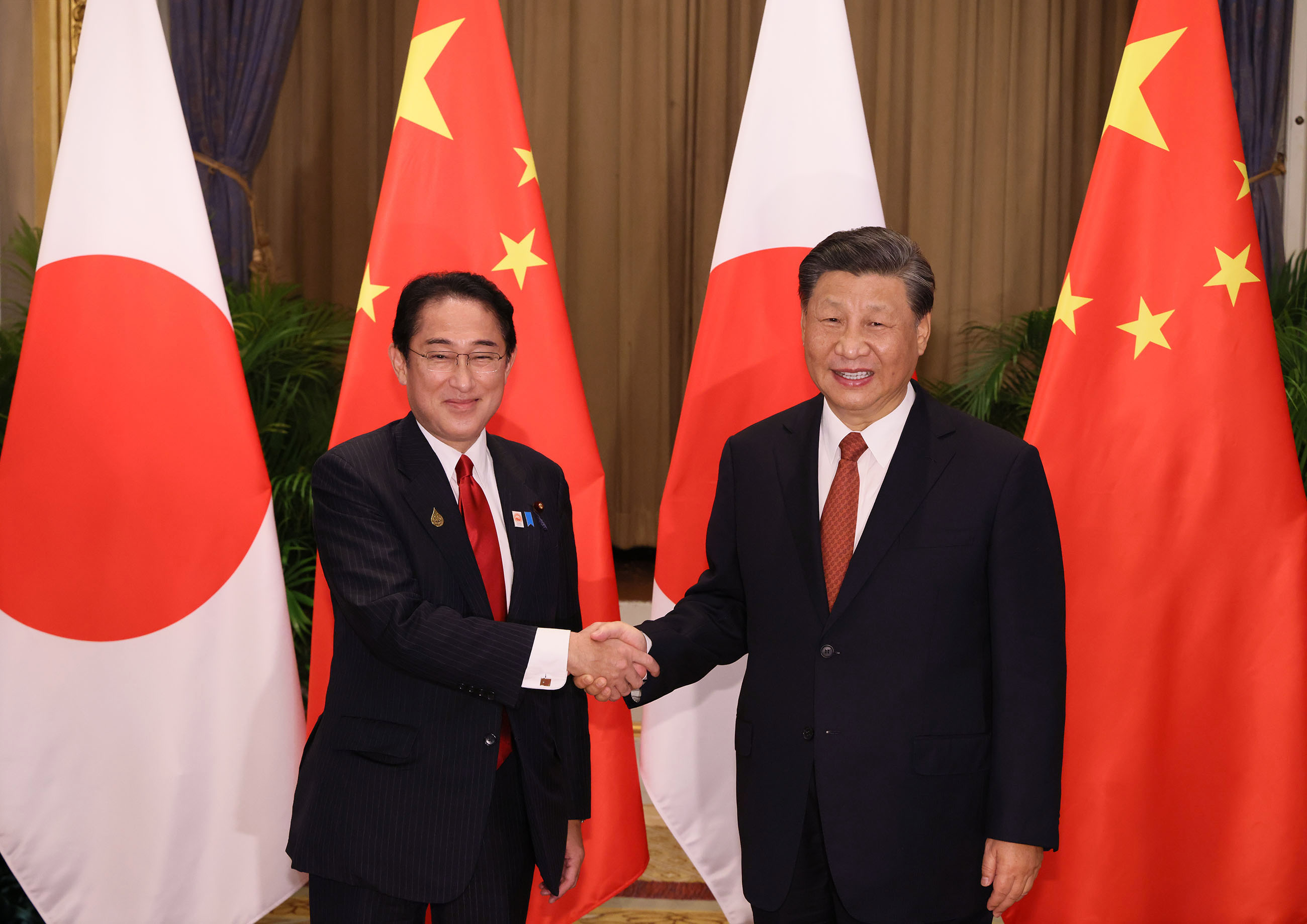
日本首相岸田文雄与中共中央总书记兼中国国家主席习近平于2022年泰国APEC峰会

中國—日本關係，通稱中日關係（日语：〔〕／ Nitchū kankei */?），是指中华人民共和国與日本國之間的雙邊關係。1949年中华人民共和国成立后，日本在1952年與退守台灣的中華民國恢復邦交，至1972年与中華民國斷交，轉而與中华人民共和国建交。現時中華人民共和國將兩國關係稱為「戰略互惠關係」。
中华人民共和国与日本之间的关系起伏不定。在20世紀末關係破冰後，雖然未要求補償抗日往事與爭議，但日本仍自願提供了大量援助，鄧小平任內並在六四事件鎮壓後，成為首個對中國恢復通商的發達國家，到1992年日本天皇首度訪問中國，以及村山談話對侵略罪行正式致歉等事，都使兩國關係有很大改善。然而自21世纪以来，两国之间的关系因领土争端、贸易摩擦与安全竞争等因素不断受到挑战，且受国内政治因素与历史遗留问题影响，在建交五十週年之際两国关系已經越來越差。两国政府均指责对方为服务国内政治局势而修改历史教育，民间亦有声音指责彼此施行仇恨教育。根据2023年皮尤研究中心的调查，90％的日本人对中国的印象非常不好。不過，止於維穩普通百姓層面以外，在商業、社會合作方面，按公開資料中日交易額則是大致仍維持上漲態勢，這部分的經貿關係仍十分熱絡融洽。雙方的企業都繼續提供對方重要的產品，也互為排前列的重點夥伴，富裕的中國旅客作為赴日渡假主要來源，與高學歷人士留學、國家上層階級之移民優先目的地。

## 国情比较
| 全称                  | 中华人民共和国                                                                      | 日本国                                         |
| 简称                  | 中国                                                                                | 日本                                           |
| --------------------- | ----------------------------------------------------------------------------------- | ---------------------------------------------- |
| 旗幟                  | 中国                                                                                | 日本                                           |
| 國徽                  |                                                                                     |                                                |
| 领土面积              | 9,597,000平方千米，包括临海水（海）域领土                                               | 377,962平方千米，包括临海水（海）域领土            |
| 人口                  | 14.03亿                                                                             | 1.27亿                                         |
| 人口密度              | 145/平方                                                                            | 336.22/平方                                    |
| 人口自然增长率        | 0.49%                                                                               | -0.20%                                         |
| 城市化率              | 59.58%                                                                              | 91.8%                                          |
| 首都                  | 北京市                                                                              | 東京都（事實上）                               |
| 最大城市              | 上海市                                                                              | 東京都区部（東京23区）                         |
| 政体                  | 单一制、一党制、人民代表大会制度、中国特色社会主义                                  | 单一制、一黨優勢制、議會制君主立憲制、资本主义 |
| 政府                  | 中华人民共和国政府                                                                  | 日本国政府                                     |
| 政权                  | 习近平政权                                                                          | 自公连立政权                                   |
| 内阁                  | 第十四届国务院                                                                      | 石破内閣                                       |
| 最高行政機構          | 国务院                                                                              | 内阁                                           |
| 最高立法機構          | 全國人民代表大會（包括常務委員會）                                                  | 國會（參議院和眾議院）                         |
| 最高司法機構          | 最高人民法院                                                                        | 最高裁判所                                     |
| 建國領導人            | 毛澤東                                                                              | 神武天皇（傳說人物）                           |
| 现任最高领导人        | 中共中央总书记：习近平                                                              | 內閣總理大臣：石破茂                           |
| 现任国家元首          | 国家主席：习近平                                                                    | 天皇：德仁                                     |
| 现任副元首            | 国家副主席：韓正                                                                    | 无                                             |
| 现任政府首脑          | 国务院总理：李强                                                                    | 內閣總理大臣：石破茂                           |
| 现任军事统帅          | 中央军委主席：习近平                                                                | 內閣總理大臣：石破茂                           |
| 執政黨                | 中国共产党（宪法规定唯一执政党）                                                    | 自由民主黨・公明党（自公连立政权）             |
| 主要语言              | 汉语                                                                                | 日语                                           |
| 宗教                  | 参见中国宗教                                                                        | 参见日本宗教                                   |
| 民族                  | 参见中國民族列表                                                                    | 参见日本民族列表                               |
| GDP（国际汇率）       | $14.73万亿（2020）                                                                  | $5.378萬億（2020）                             |
| 人均GDP（国际汇率）   | $10,580（2020）                                                                     | $42,928（2020）                                |
| GDP（购买力平价）     | $25.360万亿                                                                         | $5.586萬億（2020）                             |
| 人均GDP（购买力平价） | $18,200（2020）                                                                     | $44,585（2020）                                |
| GDP实际增长率         | 6.1%（2019）                                                                        | 1.5%（2019）                                   |
| 基尼系数（貧富差距）  | 0.467（高）                                                                         | 0.379（高）                                    |
| 人類發展指數          | 0.761（高）                                                                         | 0.915（极高）                                  |
| 防衛費                | 2523億美元（2020年）                                                                | 491億美元（2020年）                            |
| 軍事                  | 世界第一大陆军、第二大海军、第三大核武库                                            | 日本國憲法第九條、和平主義                     |
| 軍隊                  | 中國人民解放軍                                                                      | 自衛隊                                         |
| 核兵器                | 保有                                                                                | 无                                             |
| 核导弹数量            | 至少500                                                                             | 无                                             |
| 货币                  | 人民币（¥）                                                                         | 日圓（¥）                                      |
| 時區                  | UTC+08:00（北京時間）                                                               | UTC+09:00（日本標準時間）                      |
| 侨民                  | 14万日裔中国人                                                                      | 92萬日本華人                                   |
| 行駛方位              | 靠右行駛（左駕）                                                                    | 靠左行駛（右駕）                               |
| 国防预算              | $2610億                                                                             | $476億                                         |
| 武装部队人数          | 205万                                                                               | 24万                                           |
| 劳动力                | 8.06亿                                                                              | 6501萬                                         |
| 移动电话              | 12.28亿                                                                             | 1.21亿                                         |
| 外交影響力            | 一带一路盟主 上海合作组织盟主 不结盟運動观察员 联合国安全理事会常任理事国 G20成员国 | G7成员国 G20成员国                             |

## 歷史

### 冷战前期（1949年－1972年）
1949年6月2日，中共中央為與日本進行直接貿易問題致電東北局，指出：「在雙方有利而平等的條件下，我們不需要拒絕對日直接貿易，而應歡迎日船商到中國口岸來通商。」:8933自中华人民共和国成立以來，在外交上陷入西方国家的孤立。1951年9月8日，美日为了从战略上封锁中国大陸，在对日和会上通过舊金山和约（中華民國及中華人民共和國皆未被邀請參加），美国同时和日本签订《日美安全保障条约》，结成军事同盟。10天后，中央人民政府政务院总理兼外交部长周恩来发表声明指出对日和约是“非法的”、“无效的”。1952年4月28日，日本又與中华民国签订《中華民國與日本國間和平條約》，恢复正式外交關係。7天后，总理兼外长周恩来发表声明，表示坚决反对此合約。
1956年6月27日，中华人民共和国国务院总理周恩来宣布，除45人外，释放全部其余1017名日本战犯。然而，当时的日本内阁总理大臣岸信介在1957年6月2日访问臺灣，表示支持中华民国政府光復大陆。日本政府允許中华人民共和国在東京設立LT辦事處，以廖承志和高碕達之助兩人之姓氏為名，負責商貿往來和民間交流；岸信介破天荒批准中國大陸乒乓球運動員入境參加世界乒乓球大賽。1958年5月2日，长崎发生日本右翼長崎國旗事件，中日贸易因此中断。7月7日，中华人民共和国提出中日关系“政治三原则”：日本政府停止反华言行；停止制造“两个中国”；不再阻挠两国关系正常化。1959年3月12日，日本社会党书记长浅沼稻次郎在北京发表演讲，指出“美帝国主义是日中两国人民共同的敌人”，引起日本右翼人士反弹，并在1960年选前大会上刺杀浅沼。
由于美国对日本压力，两国并未建交，并且因为未签订二战和平条约，中日在1972年前属于法律上的敌对状态。然后中日双方在冷战前期双方发展了活跃的民间贸易，并于1950年代先后4次签订民间贸易协定。1960年8月27日，中华人民共和国国务院总理周恩来会见日本贸易界人士，提出“对日贸易三原则”：政府协定；民间合同；个别照顾。自1950年代中期起中華人民共和國與日本貿易大有增加，到六十年代中期以后，日本已经取代苏联成为中国最大的贸易伙伴。在大跃进与文化大革命之间的调整时期，日本更成为了中国发展学习的重要对象。
1962年11月9日，中方代表廖承志与日方代表高碕达之助在北京签订了《中日长期综合贸易备忘录》，开启双方“LT贸易”。自中國共產黨據守中國大陸以來，日本執政之自由民主黨對中國共產黨雖不作正式之承認，但雙方自1962年后分别设立“备忘录贸易办事處”，从事商品之交易:210。日本左翼屢次訪問中華人民共和國；中華人民共和國亦經常派遣文化團體赴日本從事活動:210。「文化大革命」後，中國與日本貿易總額略有增加，因之日本政客積極從事與中華人民共和國「建交」之活動:210。由於中国政府与日本佐藤內閣之间相互敌视，「建交」談判遲遲未獲具體結果:210。
1971年10月2日，中华人民共和国提出“中日复交三原则”：中华人民共和国是代表中国的唯一合法政府；台湾是中华人民共和国神圣不可分割的一部分；“舊金山和約”是非法的、无效的，必须废除。中華民國政府則發表聲明加以譴責，申明中華民國才是代表中國的惟一合法政府。1972年中华人民共和国通过“乒乓外交”改善了中美关系。1972年2月21日，美国总统尼克松访华，中美关系开始發展。日本也追随美国开始了中日关系「正常化」，最终放弃與台灣的中華民國政府之邦交，與中华人民共和国建交。
1972年7月，田中角榮繼任内阁总理大臣（首相），中國國務院總理周恩來乃利用時機主動發表雙方儘速“建交”之聲明:210。9月25日，田中角荣訪問中華人民共和國:210。9月27日，田中角榮會見了中共中央主席毛澤東。9月29日，中华人民共和国和日本政府发表《中日联合声明》，宣佈建立正式外交關係，彼此從事「外交」之承認:210。中华人民共和国和日本国结束“敌对状态”，致力于发展友好合作关系。同日，中華民國政府宣佈與日本斷交。

### 接触时期（1973年－1989年）
中华人民共和国和日本国建交以来，以官方为主导积极发展两国关系，在经济、文化、科技等众多方面开展双边合作。天津市和神户市于1973年6月24日正式建立友好城市关系，是中华人民共和国和日本之间建立的第一对友好城市关系。1974年9月29日，中日定期航线正式通航。
1975年1月20日，中國國務院副總理鄧小平會見日本自由民主黨眾議員、前國務大臣保利茂一行時，重申中國永遠不稱霸：「不從比較高的政治角度來考慮是不行的。否定或者減弱兩國聯合聲明，或者降低調子，是不可能加深我們兩國之間的友好的；或者是形式上承認聯合聲明的基礎，而實際上還是想用各種變換的形式來搞『一中一台』，那是不行的。我們中國的方針是中日兩國老老實實地商談問題。我們彼此都採取這個態度，這樣，政治上解決和平友好條約是不困難的，經濟交往也會是不困難的，對我們雙方都有好處。我們永遠不稱霸。中日兩國聯合聲明裡就寫了任何一方都不謀求霸權。坦率地説，現在我們這麼一個落後的國家有什麼資格稱霸？問題是三十年五十年以後，我們也成了一個發達國家，是不是也要稱霸？毛主席制定的路線叫永遠不稱霸，不是講現在，是講將來永遠不稱霸。我們在聯合國正式聲明過，如果有朝一日中國要稱霸，世界人民就有責任揭露我們，指責我們，並同中國人民一道來打倒稱霸的中國。我們是用這樣的路線來教育我們的子孫後代的。中日聯合聲明之所以確立了我們兩國間長期友好的關係，一個重要原則就是雙方在亞洲也好，在整個太平洋地區也好，都不謀求霸權。我們兩國盡管社會制度不同，但有了這一條，我們友好的基礎就是牢固的，就可以建立牢固的相互信任關係。」:3-4
1978年8月12日，中华人民共和国與日本签订《中日和平友好条约》。10月22日，中共中央副主席兼国务院副总理邓小平访日，23日，與日本交换和平友好条约批准书。然而，就在邓小平访日前不久，1978年10月17日，靖国神社举行例行“秋祭”时，正式把14名甲级战犯的灵位放进了靖国神社。參拜靖國神社的問題在以后的中日关系中时常可以看到，但在六四事件之前，中日关系还是快速的向好的方向发展。
1979年12月5日，日本首相大平正芳訪問中华人民共和国，承诺提供第一批政府贷款。此后，日本共为中國大陆提供了4批數万億日元政府贷款，对中国改革开放初期的经济建设发挥了重要作用。1980年5月27日，中共中央主席兼国务院总理华国锋访日，這是中國共產黨最高領導人和中國政府首腦首次訪問日本。兩日後，中日兩國的國有石油公司於東京簽訂協議，開發首個中外合營油田-埕北油田。
1982年6月，日本文部省在审定教科书时，修改日本在二战期间发动侵略战争的历史，引起中華人民共和國政府的不滿和抗议。9月26日，日本首相铃木善幸訪問中华人民共和国，表示日中关系已进入成熟时期，关于教科书问题，日本政府将按照《中日联合声明》的精神加以解决。 1989年1月7日，日本裕仁天皇病逝。2月24日，中華人民共和國外交部長钱其琛以國家主席杨尚昆特使身份出席裕仁天皇葬礼。1989年4月12日，中華人民共和國国务院總理李鹏访日，日本明仁天皇在会见李鹏时谈到中日间不幸历史时，第一次以「表示遗憾」这种方式表達歉意。

### 蜜月时期（1989年－1996年）
六四事件后，日本在内的西方七国集团对北京實施的制裁：冻结第三批政府贷款，停止双方高层往来。直到1990年7月11日，日本首相海部俊树在西方七国首脑会议上宣布将恢复对中國的政府贷款。1991年8月10日，日本首相海部俊树在西方发达国家中率先訪問北京，改善了当时中国在外交上的孤立局面。

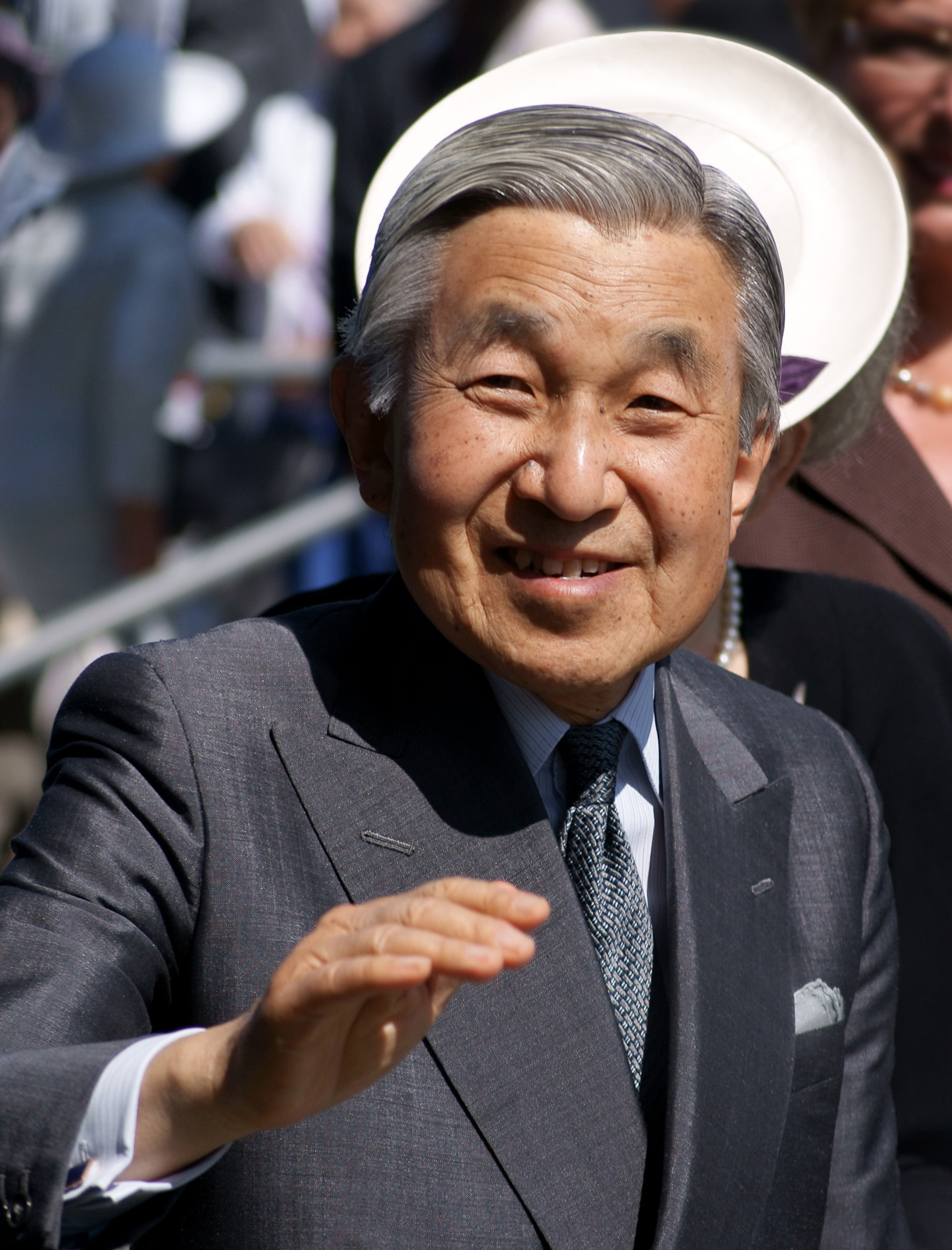
明仁天皇

1992年4月6日，中共中央总书记江泽民访问日本，是其成为中共中央第三代领导核心后首次访日，并邀请日本明仁天皇和皇后訪問中华人民共和国。10月23日，日本明仁天皇和皇后美智子應中國國家主席楊尚昆邀請訪問中國，这是历史上日本天皇首次訪問中國。 
1995年5月2日，日本首相村山富市訪华，首次参观了卢沟桥和中国人民抗日战争纪念馆。8月15日，日本首相村山富市在战后五十周年之际代表日本政府就历史问题发表谈话，明确表示愿正视历史，承认侵略，对此表示深刻反省和道歉。这段话后来被称作“村山談话”。但从“村山談话”之后，中日关系没有像村山讲话所期望的方向发展。1995年8月29日，日本政府抗议中国大陆进行核试验，宣布冻结对中国的政府贷款援助。

### 1996年至今

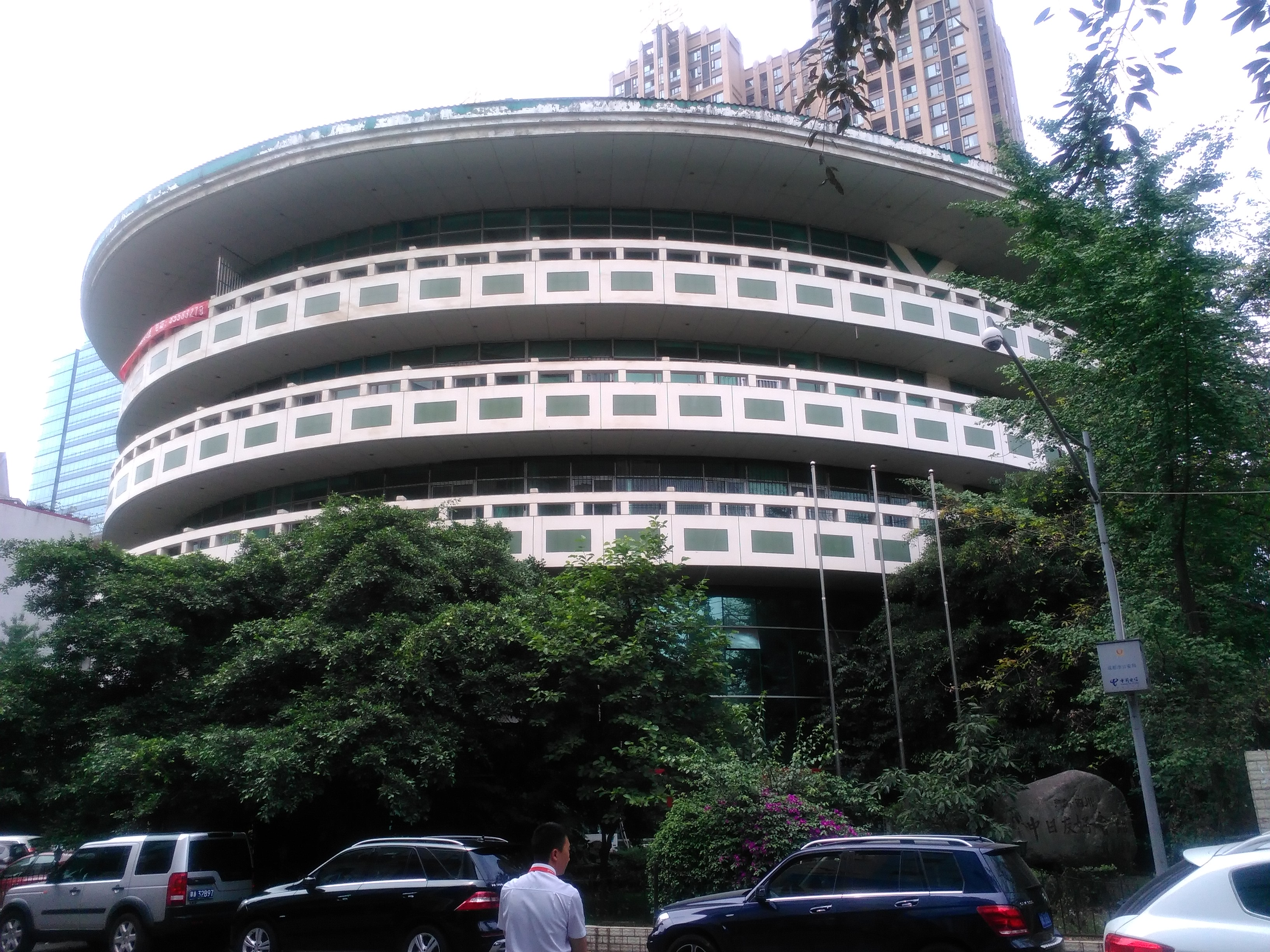
位於中國成都的广岛・四川中日友好会馆

1996年7月起，日本右翼团体成员连续四次登上钓鱼岛，引发中國内地、香港等地民間保釣運動。1998年4月21日，中共中央政治局常委、中华人民共和国副主席胡锦涛访日，强调发展中日关系要“以史为鉴，面向未来”。这次访问并没有改变中日关系逐步恶化的局面。

#### 江泽民时期
1998年11月25日，江泽民再次访日，这是中国国家元首首次访日，也是江泽民出任中共中央总书记成为第三代领导核心和最高领导人后第二次访日。双方发表《中日联合宣言》，宣布两国建立“致力于和平与发展的友好合作伙伴关系”。访问期间日本并未像中华人民共和国政府所期望的那样把日本对中国的侵略写进宣言并就对中国的侵略正式道歉，与1个月前日本向韩国的道歉形成鲜明对比。有评论认为，此次访问是中日关系由友好转为敌对的转折点；政治學博士卜睿哲曾在其書中提到，日本曾在當年會面時提出向江澤民道歉，但是條件是中國以後不能夠再就此事向日本找麻煩，因此中國最後不肯接受日本道歉的原因是為了避免「不能再以『日本沒有反省歷史』的理由批評日本和反對日本進聯合國安理會」。
2001年8月14日，中国人冯锦华在东京靖国神社门前的石犬底座上用油漆喷写了“该死”两字，抗议日本首相小泉纯一郎在此前一天参拜靖国神社。这并没有影响10月份小泉到北京进行访问，并参观了位于北京西南的卢沟桥和中国人民抗日战争纪念馆，对日本侵华历史表示反省和道歉。但小泉擔任日本首相6年，参拜靖国神社6次，使中日关系陷入最低谷。

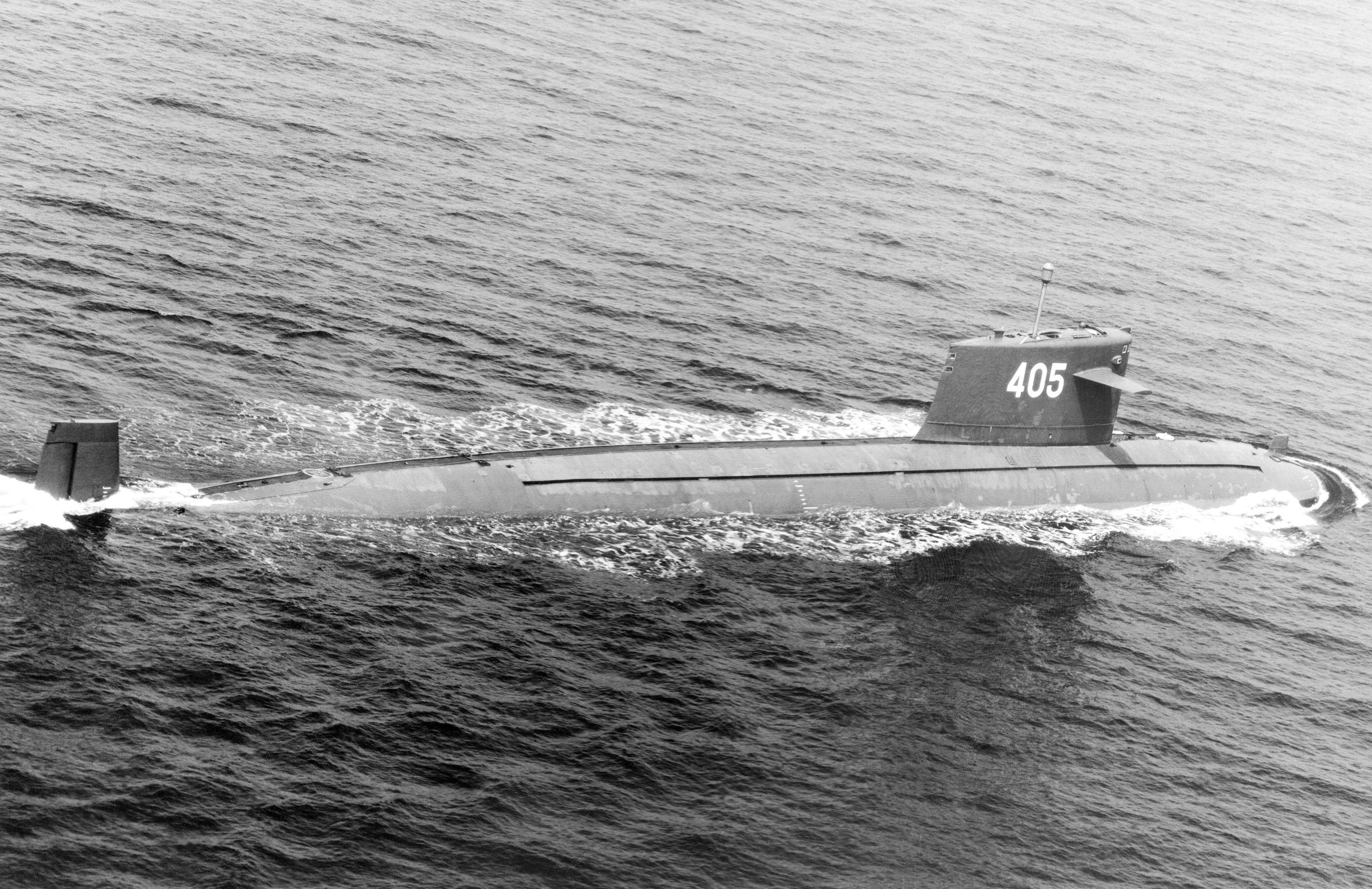
汉级核潜艇穿越事件中的解放軍海軍091型核潛艇，日本稱其行經石垣島附近海域

2002年5月8日，据日本方面称：5名北朝鲜人企图進入沈阳的日本领事馆，被中国武警強行带走，即「日本駐瀋陽總領事館闖館事件」。日本指责中华人民共和国政府擅自進入屬於日本國領土的使館区抓人，侵犯了日本的治外法权（《维也纳外交关系公约》和《维也纳公约》确定的原则「使馆馆舍不可侵犯」，和领土延伸並無關係）。但中国则认为，事件始发地点并未进入领馆区域，因而与日本无直接关系，且此举恰恰是中华人民共和国政府主動積極维护了日本领馆正常秩序。‘

#### 胡锦涛时期
2003年9月1日，中国单方面允许日本公民持普通护照免签证入境中国大陆15天（该政策在2019冠状病毒病疫情爆发之后暂停实施），目前中国大陆公民入境日本必须提前办理签证。但近年来日本逐渐放宽了中国大陆公民办理签证的要求。。
2003年9月18日，由日本大阪建筑公司组成的旅游团，在珠海国际会议中心大酒店中大肆“买春”，并公开称“就是来玩中国小姐的”。数百名中国妓女从珠海甚至深圳的夜总会赶过来，成为日本客的寻欢对象，被称为“日本旅游团珠海买春事件”。
2004年5月，日本驻上海总领事馆的一名外交官自杀，留下遗书称生前因与一位中国妓女私通被中国警方逮捕，于是遭中方国安人员威胁，要求提供日方在中国情报活动的信息。该事件引发中日双方外交冲突，日方认为中国违反了《维也纳领事关系公约》，中方称日方人员自杀系工作压力大所致。11月，日本稱中国人民解放军海军所属的一艘091型核潜艇从日本南部海域穿越、返回母港，即「汉级核潜艇穿越事件」。日本政府指责中国军方違反國際法，秘密闖入日本领海，并派海上自卫队前往驱逐。中國政府则称潜艇一直在公海水域行驶。
2005年4月9日，因日本谋求“入常”和屡次篡改历史教科书问题，引起中国民众普遍愤慨和反日情绪，爆发大规模集会游行和抵制抗议活动，活动从北京、上海等地迅速波及全国十数个大中城市。日方認為，自发反日示威若無政府默許絕無可能，所以示威必定为有北京当局做幕后推手。指责中國暗中策動。对此中方予以反驳，并认为这纯粹是日本政府一系列伤害中国人民感情的举动引发的结果，活动纯属民间自发行为。最後日本首相小泉公開致歉。
2006年8月15日，日本首相小泉純一郎趁即將離任之際，在日本投降的紀念日又一次參拜靖國神社，再引起中國政府的强烈不滿。不過自小泉下野後，在第一次安倍内阁时期兩國領導人积极改善兩國關係。

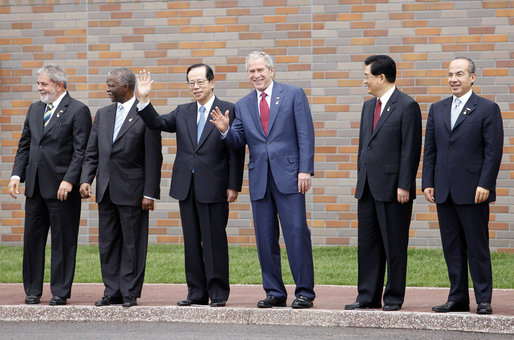
胡錦濤與福田康夫於G-8會談碰面

2007年12月日本新任首相福田康夫訪問北京，中共中央总书记兼中国国家主席胡锦涛和中国国务院总理温家宝等领导人親自會見。过了1个多月日本警方查出中國製冷凍手工水餃內含殺蟲劑「甲胺磷」成份，有毒水餃由中國河北省的天洋食品製造，日本警方也以殺人未遂罪嫌展開调查2010年3月，经过两年侦查，中国公安机关逮捕一个投毒嫌疑犯吕月庭，该人犯案时在河北石家庄天洋食品厂当临时工，因为对工资待遇及个别职工不满在饺子中投毒。
2008年4月26日“饺子投毒事件”还未平息，又发生了北京奥运火炬在日本长野传递时日本右翼分子试图破坏火炬传递、殴打中国留学生，侨民的事件。虽然两国摩擦不断，中共中央总书记、中国国家主席胡锦涛还是在2008年5月对日本进行了五天的访问，雙方簽訂兩國第四份重要條約《中日关于全面推进战略互惠关系的联合声明》。与日本首相在此之前的访问分别被媒体称为迎春之旅和暖春之旅。
2008年10月25日，参加第七届亚欧首脑会议的日本首相麻生太郎在回国前，接受了中国央视《高端访问》栏目的采访，表示願意對「日本的殖民统治和侵略表示深刻的反省和由衷的歉意」，並不認同中國威脅論的可能。
在2009年后民主党的鸠山由纪夫、菅直人政权，接近中国，融入亚洲的“新外交政策”，使得中日关系取得了进展。而然，民主党政权内政外交，尤其是关于迁走美军冲绳基地问题上的失误，使得民主党的新外交走向终结，民主党最后一任的野田政权，在外交政策上基本撤退到了自民党保守右翼的路线，并且在历史问题和钓鱼岛问题上重新引起了中日之间的严重分歧。加之中国民族主义抬头及中国反日情绪高涨，中国在对日问题上不愿过多妥协。
2012年10月17日，第二次安倍内阁上台，日本自民黨總裁安倍晋三参拜了靖国神社，一度令中日關係惡化。安倍晉三重新上台執政後，加強美日同盟關係，配合美国总统奥巴马的重返亚太政策，巩固军事同盟，遏制威慑中国的策略，其帶領的自民黨提出修憲，更改宪法解释，主張取消當中否定的集體自衛權以允許自衛隊到海外部署，使日本成為一個正常的主權國家。这些亲美遏华的外交安全政策（称谓安倍的“安全三箭”）构成了对中國安全形势的挑战，兩國關係再度惡化。

#### 习近平时期
另外，在历史问题方面，2013年12月26日，安倍晋三上任後首次参拜靖国神社，质疑日本二战“侵略”之性质，再次修改教科书，这些新的历史修正主义行为也促使中日关系的恶化。
2015年，停止三年的中日韩领导人会议在韩国首尔重新启动召开，中国国务院总理李克强、日本首相安倍晋三、韩国总统朴槿惠出席会议。
2018年5月9日，中国国务院总理李克强应日本首相安倍晋三的邀请，正式访问日本，出席中日韩领导人会议和《中日和平友好条约》缔结40周年纪念活动等。这是李克强出任国务院总理后首次访问日本，亦是自2011年5月时任总理温家宝访日后，再有中国总理到访日本。
2018年10月，安倍晋三应中国国务院总理李克强邀请，于25日至27日对中华人民共和国进行正式访问。 內地官方《環球時報》形容安倍訪華是兩國關係回到正軌的標誌事件，更指出中日應確立「共存共榮」大原則。不過《環球時報》的立場隨即引起網民熱論，直指《環球時報》精日、用詞令人震驚，「質疑是否要共建『大東亞共榮圈』」。有輿論指出，中日關係出現緩和跡象，只是因為北京在中美貿易戰中正處於下風，急需拉攏日本。
2018年11月30日，中共中央总书记、中国国家主席习近平在二十国集团（G20）布宜诺斯艾利斯峰会期间会见日本首相安倍晋三。
2019年8月8日下午，中国外交部官网发布公告称中日双方将于8月10日在日本举行新一轮中日战略对话。这是双方自2012年6月以来，时隔7年以来的首次战略对话。
2019年12月24日，日本首相安倍晋三访问中国四川成都，与中国国务院总理李克强、韩国总统文在寅共同出席第八次中日韩领导人会议。 12月25日，李克强与安倍晋三在青城山举行会谈，之后一同参观都江堰水利工程。
2020年11月24日，中国国务委员兼外长王毅赴日，与日本外務大臣茂木敏充在东京共同会见记者，并宣布两国在中日关系（增进互信，正向互动）、奥运人文交流（促进2020东京奥运会、2022北京冬奥会两个盛会的成功举办展开合作）、经济合作、东海海洋安全（将东海发展为：和平、友好、合作之海；争取年内开通两国防务部门海空联络机制直通电话）、合作助力RCEP早日生效、疫情经济复苏（月内启动两国必要人员往来“快捷通道”）等方面达成共识，25日，日本首相菅义伟会见王毅再谈双方就改善、发展中日关系与奥运人文交流方面的共识。
2022年2月1日，日本众议院通过一项对中国“严重人权状况”表达关注的决议，并敦促岸田文雄首相领导的政府采取相应措施。

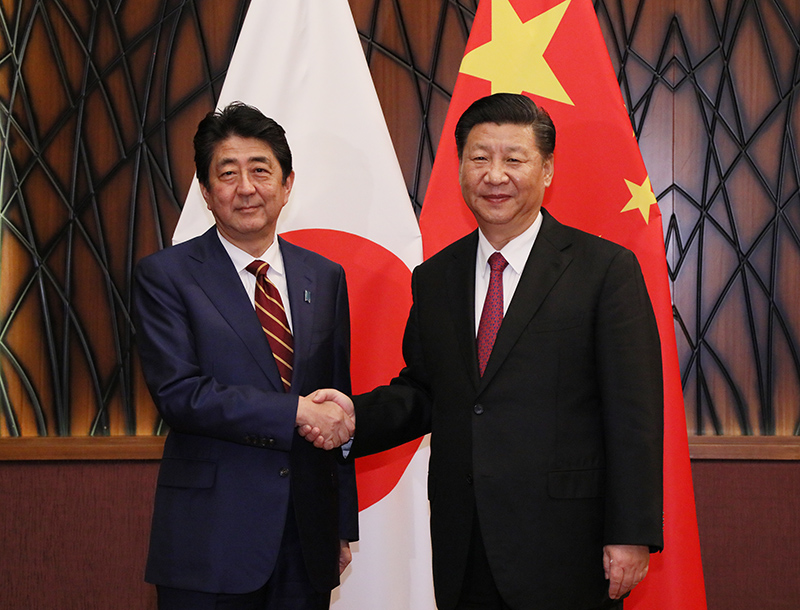
2017年11月，习近平与安倍晋三会面。

2022年7月安倍晉三遇刺身亡後，中国网络涌现大量关注声音，網民反應不一，新闻相关的留言中有大量「慶祝」言論，也有网民表示“勿幸灾乐祸”；据《纽约时报》报导，大部分舆论观点都没有被删除或屏蔽。部分中國商家因安倍死亡推出了「慶祝活動」，如商品打折、買一送一等慶祝優惠，举办安倍灵堂电音趴等活动，还售卖枪击案中犯人山上徹也使用的自制双管手枪的枪支模型、印有犯人图像的T恤和人偶，在漫展上模仿山上徹也的型像，还自制一把玩具枪摆出被抓時的相同姿势，身上甚至貼著犯案時的照片，以及一句「日服第一男槍」示意。一些新聞評論區的留言將安倍晉三遭槍擊事件與發生於相近日期的中國抗日戰爭全面爆發的標誌七七事變聯繫起來。
2023年1月10日，中國駐日大使館表示停止簽發日本赴华普通签证和短期簽證，有传闻指這是由於北京方面不滿日本入境限制。反制措施最终于1月29日撤销。3月1日起，日本放宽自中国入境旅客检疫措施。
2023年3月31日，日本政府宣布将高端半导体器件制造设备等23品类加入到出口管制对象。這意味著這些商品对中国的出口变得困难。中國方面表示严重关切，並指日方的有关措施本质上是在个别国家胁迫下对华实施的加害行为。5月，日本正式推出针对23种半导体制造设备出口管制措施。此舉遭到中國方面反對。措施於7月23日正式生效。這意味著品类半導體向中国等国出口时每次都需要获得日本经济产业大臣许可。中国外交部表示中方对日本执意出台和实施对华出口管制措施深感遗憾，已向日方提出严正交涉。
2023年7月29日，日本政府通过2023年版《防衛白書》，将中国定位为日本“前所未有的最大战略挑战”。
2023年8月24日，日本方面决定将福岛核电站的核废水排入大海，中国外交部表示强烈谴责，禁止水產品等，中日关系在这一时间再度陷入了紧张。同月，中國開放赴日觀光團。
2023年11月美国APEC峰会期间，习近平与日本首相岸田文雄进行了会见。
2024年間出現两起中國人攻擊日本人的事件，令1名中国女子及1名日本兒童死亡。就日本兒童在华遇害一案，日本方面表示哀痛，日本驻中国大使馆于2024年9月19日早上降半旗哀悼，中国方面表示遗憾和痛心，并表示案件系偶发、个案，将依法调处犯罪分子，保障所有在华外国公民的安全。德国之声、中央通訊社援引分析認為，凶案系北京當局煽動中国反日情绪所致。
2024年11月秘魯APEC峰會期間，習近平與日本新任首相石破茂會面，兩人同意盡快將福島核廢水排放問題達成的共識轉化為行動，中方又對日本單方面重新開放停留15天的免簽政策。習近平當局為了進一步改善與日本的關係，中方隨後通知日方，計劃將中國設置在日本國專屬經濟區內，位處釣魚島西北約80公里處的浮標移走，日本對此舉表示歡迎。
2024年12月，王毅与日本外相岩屋毅在北京共同出席中日高级别人文交流磋商机制第二次会议，会议达成10项共识。
2025年1月，中国人民解放军东部战区代表团访问日本，期间会见日本防卫省、自卫队联合参谋部领导，参访有关军事单位。

## 经济

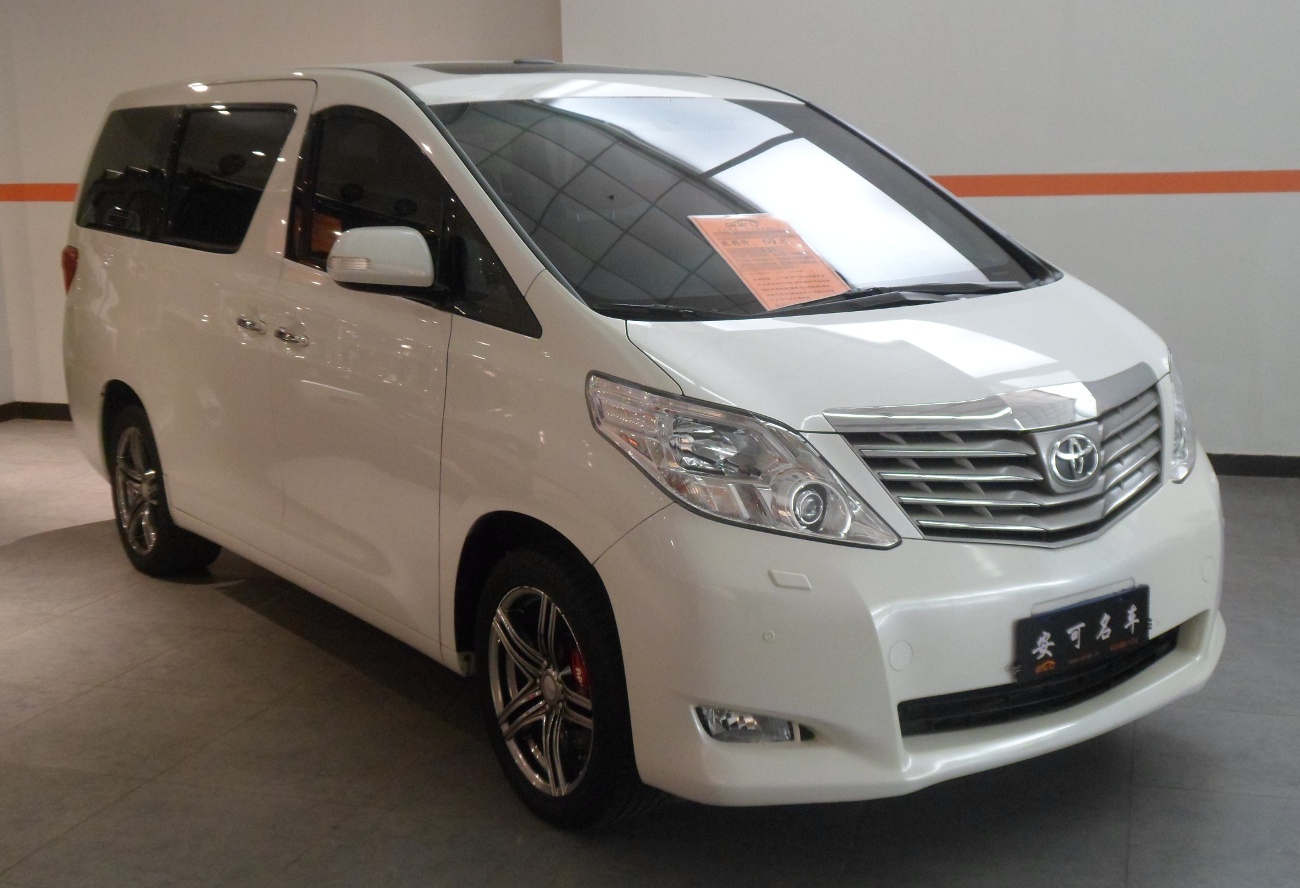
豐田Alphard II，上海展示中心

### 贸易
中国国际贸易促进委员会（中国贸促会）在于日本首都东京设立驻日本代表处
根據日本《輸出貿易管理令》，出口管制將貿易對象國家、區域依各自內部貿易管理體制完備性、風險管控與實務需求等角度，分類為A、B、C、D四級，中国被分類為D類：於部分出口項目可申請綜合輸出許可。

### 历史
中国和日本的经贸往来早在“关系正常化”之前便已開始。1972年双方「恢复正式邦交」后，两国经贸关系也从以往的“半民半官”转变为“官民并举”。1972年中国大陆和日本的贸易额为11亿美元，但在建交后的1973年，贸易额上升至20.1亿美元。在1972年至1977年这6年间，贸易总额已达167.1亿美元，是1952年至1971年20年贸易总额的1.9倍。1978年，《中日和平友好条约》的签订，使得中国和日本的贸易又进入了新的发展期。1978年中国和日本的贸易额是50.8亿美元，1980年上升至84亿美元，1983年达到100亿美元，1987年贸易额迅速发展到156.5亿美元，在1978年至1987年的10年间贸易额增加3倍。
据中国海关统计，2000年中国和日本的贸易额达831.66亿美元。从2002年开始，日本对中国贸易转为顺差。2003年前的11年，日本一直是中国的第一大贸易伙伴，但这一地位已被欧盟和美国所取代。近年来在日本经济严重不振的情况下，许多大企业的利润主要是来源于对华投资或对华贸易。根据日本贸易统计，中國（包括香港及澳門）在2004年已经取代美国成为日本的最大贸易伙伴国。
2005年中日贸易额达1893亿美元。日本是中国的第三大贸易伙伴，中国则是日本最大的贸易伙伴。中国对中日贸易的依存度下滑和日本经济关系已显现趋冷迹象，“政冷”正在导致“经冷”。从双边层面分析，双方经贸关系发展相对缓慢；日本对华经济援助急剧减少；双发经贸摩擦近年连续不断，合作进程明显滞后。从中国角度看日本作为其主要贸易伙伴的位次在下降，重要程度在降低，贸易热度在降温；从日方角度分析，双方贸易持续较快增长，日本对中国（包括香港及澳門）的贸易额已超过对美国的规模，表明目前双方贸易还在升温。未来可能“升温的少，降温的多”，总体发展趋势是降温。
2023年，美国超中国，成为日本最大出口目的地，也是4年来美国首次超过中国。
| 年分 | 进出口 | 进出口 | 出口至日本 | 出口至日本 | 自日本進口 | 自日本進口 |
| 年分 | 金额   | 年增速 | 金额       | 年增速     | 金额       | 年增速     |
| ---- | ------ | ------ | ---------- | ---------- | ---------- | ---------- |
| 2018 | 3276.6 | ▲8.1   | 1470.8     | ▲7.2       | 1805.8     | ▲8.9       |
| 2019 | 3150.3 | ▼3.9   | 1432.7     | ▼2.6       | 1717.6     | ▼4.9       |
| 2020 | 3175.3 | ▲0.8   | 1426.6     | ▼0.4       | 1748.7     | ▲1.8       |
| 2021 | 3714.0 | ▲17.1  | 1658.5     | ▲16.3      | 2055.5     | ▲17.7      |
| 2022 | 3574.2 | ▼3.7%  | 1729.3     | ▲4.4%      | 1844.9     | ▼10.2%     |

### 投资
兩國於1988年8月簽署《中日投资保护协定》，除保障企業投資權益外，並促進投資往來更加自由化、便捷化以及保障雙方企業投資權益。

#### 对中投资
2004年日本对中投资4900亿日元中国成为日本第三大对外投资目的地，和居第二位的美国仅相差100亿日元。在两国关系艰难的2005年，日本对中国投资达到新高，较2004年上涨了19.8%达到65.3亿美元占日本对外投资总额的15%。日本对中国投资主要涉及电子、纤维、汽车制造及配套企业、食品加工和金融保险、物流、市场调查、咨询、广告流通、饮食、美容美发等服务业等领域。2005年下半年日资汽车在中国轿车市场份额已接近30%。至2005年末，在中国日本企业达3.5万家。
2012年6月1日，人民幣與日圓正式開始直接兌換，不再途經美元，為兩國節省不少手續費。
2000年－2017年日本对中国投资金额：
| 投资年度 | 投资额（亿美元） |
| 2000     | 29.2             |
| 2001     | 43.5             |
| 2002     | 41.9             |
| 2003     | 50.5             |
| 2004     | 54.5             |
| 2005     | 65.3             |
| 2006     | 70.1             |
| 2007     | 71               |
| 2008     | 62.5             |
| 2009     | 61.1             |
| 2010     | 57.5             |
| 2011     | 108.3            |
| 2012     | 112.1            |
| 2013     | 70.64            |
| 2014     | 43.3             |
| 2015     | 32.1             |
| 2016     | 31.1             |
| 2017     | 32.7             |

#### 对日投资

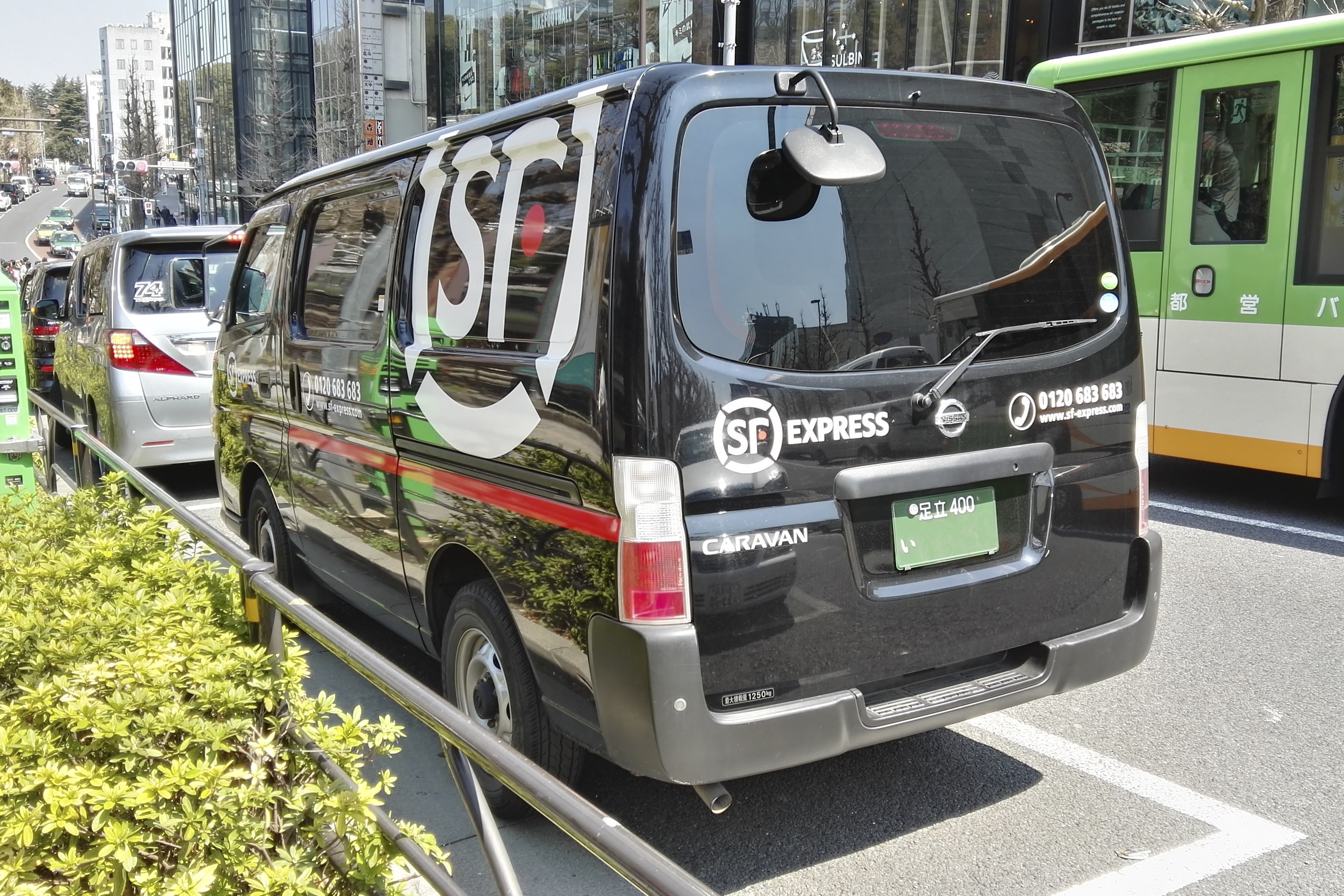
顺丰速递日本车辆取送

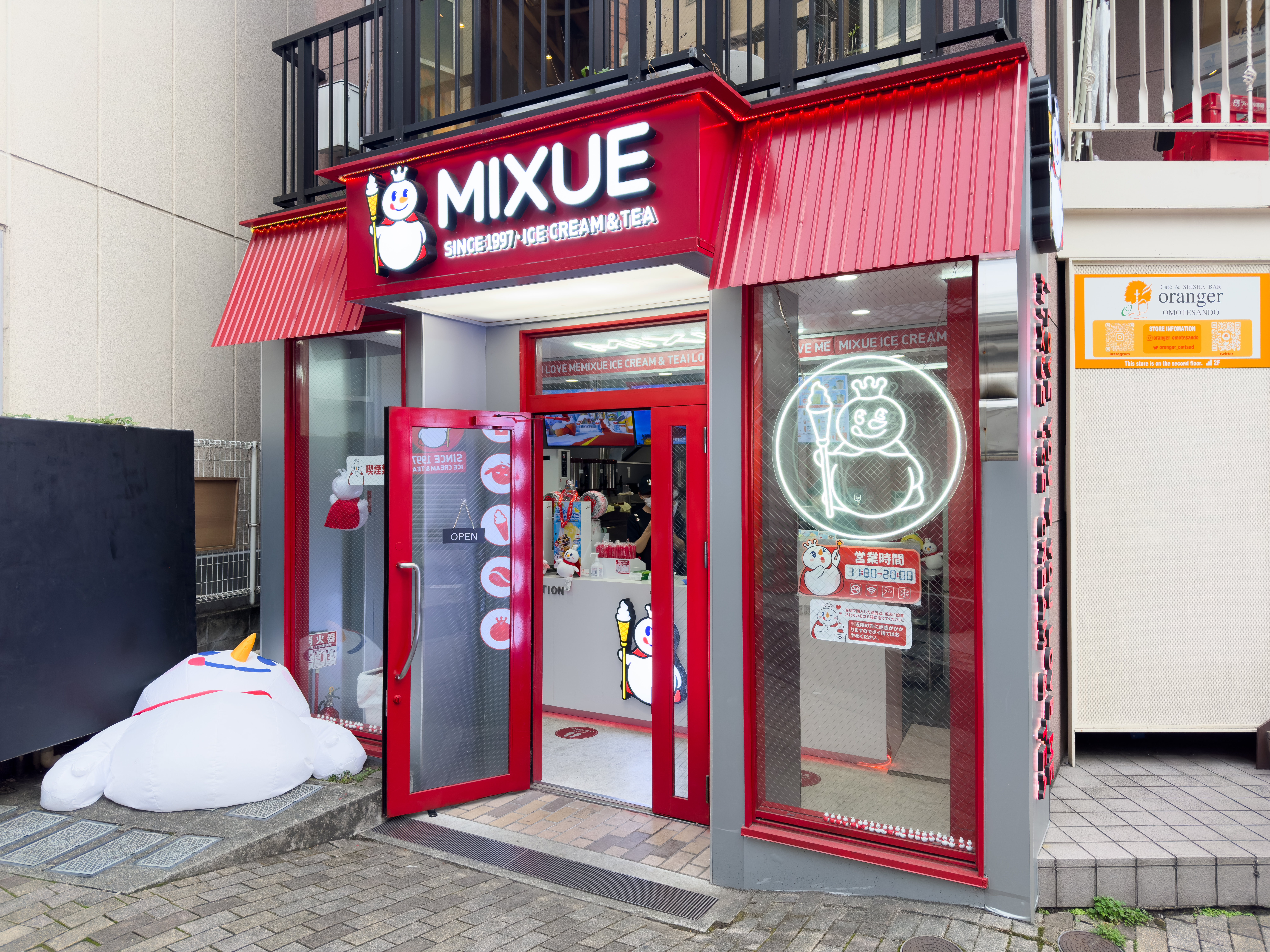
蜜雪冰城日本东京表参道店

与日本对华投资相比，中国对日本投资规模较小。据中国商务部统计，2022年中国对日直接投资流量3.96亿美元；截至2022年末，国对日直接投资存量50.75亿美元。
中方主要投資項目以贸易、金融保險、批发与零售、物流、食品产业、航空等。
對日本大規模投資案件，包括2004年8月上海電氣收購日本機械公司池貝、2009年6月蘇寧電器收购了日本LaOX化妝品連鎖店、2010年3月海爾集團收购了日本三洋品牌所有業務、2010年4月比亜迪汽車收购了日本Ogihara金屬的群馬工廠、2010年7月山東如意科技收购了日本Renown紡織、2016年3月美的集團收購了日本東芝旗下的家電業務、2018年12月中信资本收购日本油泵株式会社。

#### 绿色投资合作
1994年，中日在北京签订《环境保护合作协定》。2007年双方签署《关于进一步加强气候 变化科学技术合作的联合声明》。2010年4月10日，海南省政府、海南省大乐城开发控股有限公司和日本太阳经济会，举行 “中日合作海南乐城太阳与水示范区”项目签字仪式。2020年5月，国家发展和改革委员会正式批复，启动中日（青岛）地方发展合作示范区。中日二氧化碳和氢气再利用合作项目计划在陕西省某工业园区建设世界最大规模甲烷制造工厂，力争在2025年左右实现投产。
2013年9月，上海电力股份有限公司在日成立全资子公司上海电力日本株式会社，该公司已在日本投产多个发电项目。2016年，上海致远绿色能源股份有限公司在日成立全资子公司ALL WIND株式会社。2018年5月25日，宁德时代新能源科技股份有限公司日本子公司在神奈川县横滨市举行开业仪式。2021年12月，山东能源集团和东芝能源系统株式会社，就加强氢气燃料电池系统能力签署技术合作协议。2023年2月13日，三菱日联银行（中国）有限公司与中国国家级经济技术开发区绿色发展联盟签署在中国开展碳中和相关业务的战略合作协议。

### 中资企业
2015年5月22日，全日本中国企业协会联合会在东京成立。目前运作的有：东京在日中国企业协会、西日本中国企业联合会、名古屋中资企业协会、日本中部中资企业协会、新潟在日中国企业协会、九州中资企业协会、北海道中资企业协会等。
随着中国国内企业竞争日趋白热化，为了进一步扩展海外市场，赴日設立據點漸多，例如比亚迪（汽车）、华为（电子产品）、腾讯（互联网）、TP-Link（路由器）、哔哩哔哩（媒体）、百度（互联网）、小米（电子产品）、海康威视（视频监控）、OPPO（电子产品）、顺丰速运（物流）、中国银联（信用卡）、联想（电子产品）、中国平安（保险）、中兴（电子产品）、蜜雪冰城（餐饮）、米哈游（游戏）、张亮麻辣烫（餐饮）、大疆（无人机）、中信集团（金融）、杨国福麻辣烫（餐饮）、中国太平洋保险（保险）、宁德时代（零部件）等知名品牌，將中国制造、中国飲食、生活文化介紹至日本，还受到了当地艺人的代言。
目前在日本設立中资银行的有中国银行（包括东京、横滨、大阪、神户及名古屋）、交通银行、中国工商银行、中国建设银行、中国农业银行等。

## 協定
| 日期       | 簽署                                     |
| ---------- | ---------------------------------------- |
| 1972年9月  | 中华人民共和国政府和日本国政府联合声明   |
| 1974年1月  | 《中日贸易协定》                         |
| 1974年4月  | 《中日航空协定》                         |
| 1974年11月 | 《中日海运协定》                         |
| 1975年8月  | 《中日渔业协定》                         |
| 1977年9月  | 《中日商标保护协定》                     |
| 1978年8月  | 中华人民共和国和日本国和平友好条约       |
| 1979年12月 | 《中日文化交流协定》                     |
| 1980年5月  | 《中日政府间科技合作协定》               |
| 1981年3月  | 《中日保护候鸟及其栖息环境协定》         |
| 1983年9月  | 《中日税收协定》                         |
| 1985年7月  | 《中日和平利用核能合作协定》             |
| 1988年8月  | 《中日投资保护协定》                     |
| 1994年3月  | 《中日环境保护合作协定》                 |
| 1997年11月 | 新《中日渔业协定》                       |
| 2006年4月  | 《中日关于海关互助与合作协定》           |
| 2007年12月 | 《中日刑事司法协助条约》                 |
| 2008年5月  | 《中日互设文化中心协定》                 |
| 2012年5月  | 《中日韩关于促进、便利和保护投资的协定》 |
| 2018年5月  | 《中日关于合作摄制电影的协议》           |
| 2018年5月  | 《中日社会保障协定》                     |
| 2018年10月 | 《中日海上搜寻救助合作协定》             |
| 2019年11月 | 《中日动物卫生检疫协定》                 |

## 科技、文化

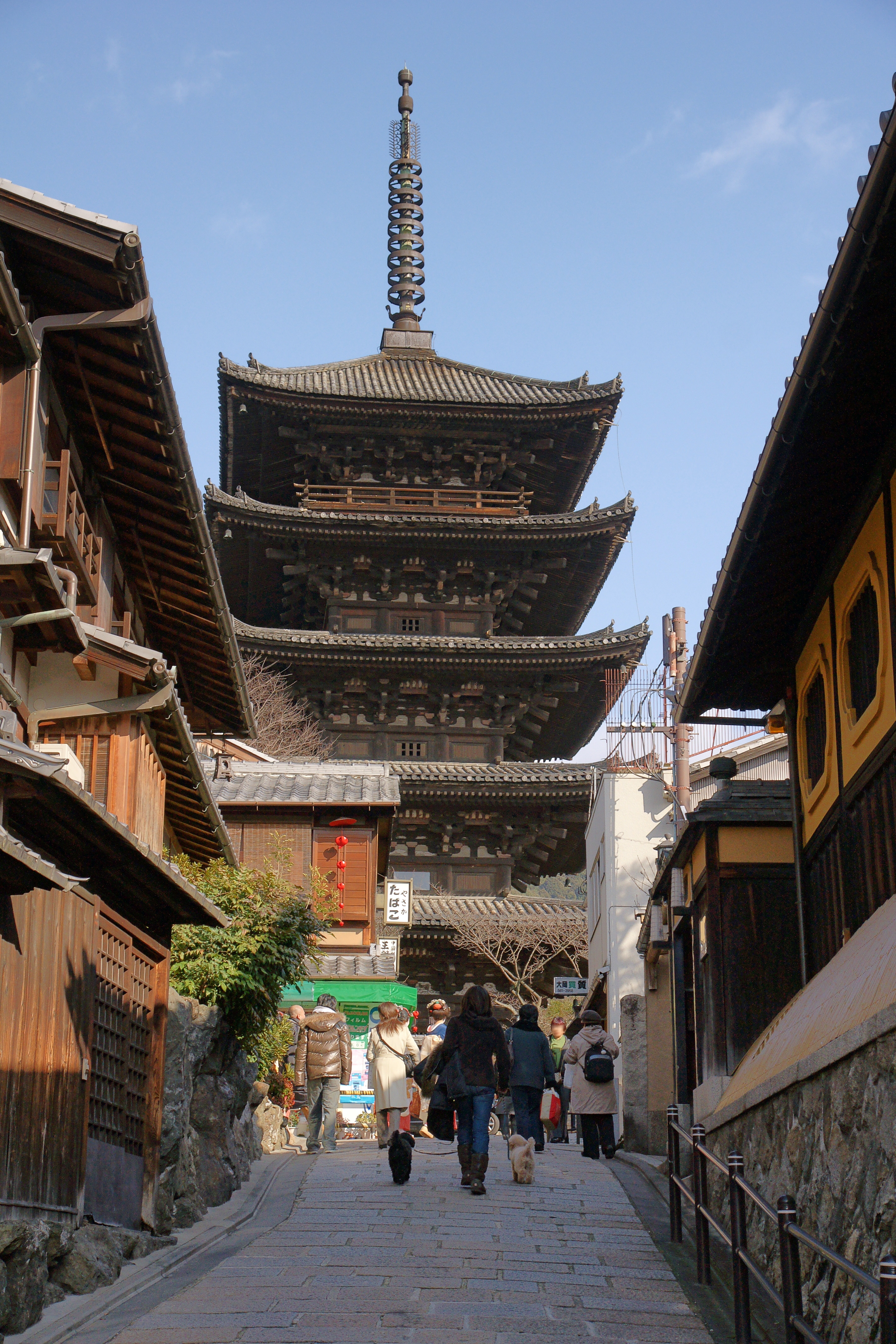
京都古城區

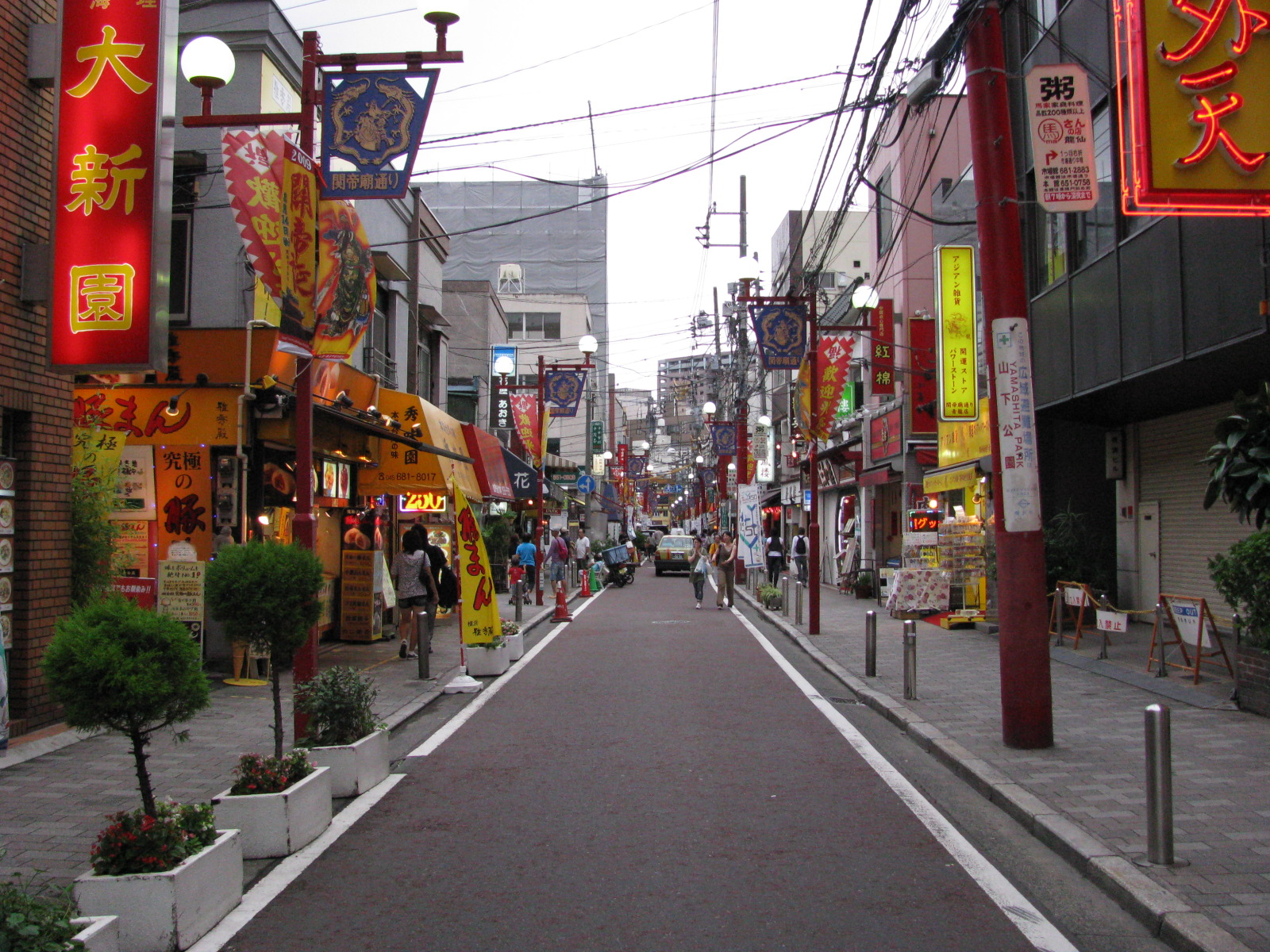
位于日本横滨的中华街

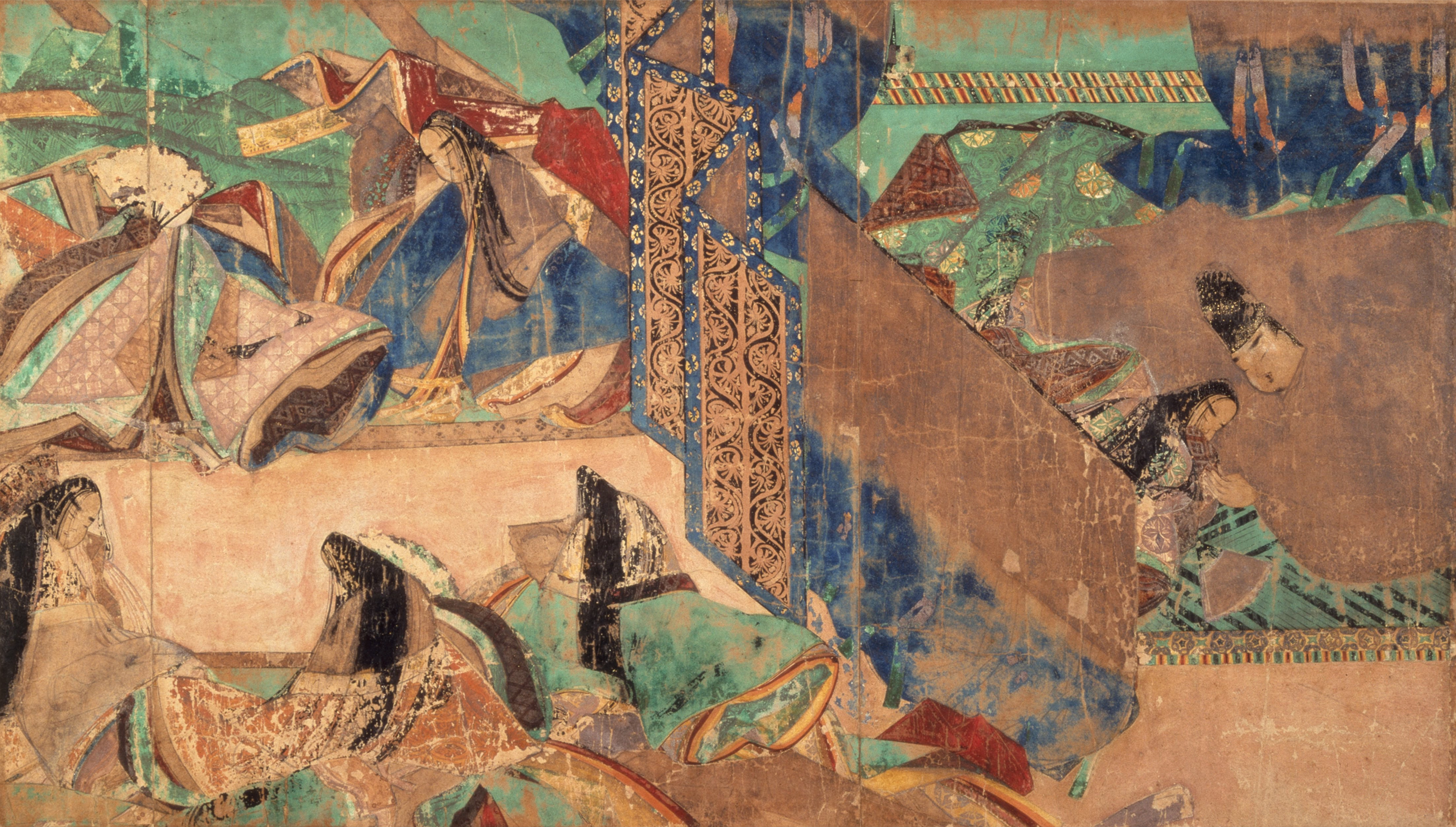
源氏物語絵巻五衣唐衣裳

在古代，日本处在一个相对封闭的地理环境中。日本在第三次遣隋使国书中称“日出处天子至书日没处天子无恙”也间接反映了日本当时对地理环境的认识。这使得中原文明成为日本文化输入的第一选择。在公元8世纪以前，日本没有自己的文字，这之前的日本历史除了考古发现以外，更主要的是通过中国的史书得以保存和研究。早在中国的东汉就有了日本来中国朝贡的记载，中原文化最早是从朝鲜半岛间接传入日本。到了中国的唐朝，日本派遣了大批的留学生和留学僧，全面学习了唐朝的典章制度、律法、建筑、宗教、医学、音乐、棋艺、书法、绘画、工艺、武术、服饰、饮食等等等等，相扑、和服、料理以及茶道无不脱胎于中国文化，京都甚至就是中國的两京長安与洛阳的一個缩影。也是在这个时期，日本在汉字的基础上创造了自己的文字，才有了自己的历史记载。
公元894年，由于唐帝国的衰落，日本停止派遣遣唐使。此后，中国向日本的文化输入陷入低谷，日本也走上了一条文化本土化的道路，形成了自己的文化特色。与日本钜细无遗的了解中国不同，中国直到清朝时对日本的印象还是《后汉书》、《三国志》中的寥寥几笔。戴季陶在《日本论》开篇曾说道：“中国这个题目，日本人也不晓得放在解剖台上，解剖了几千百次，装在试验管裡化验了几千百次。”到了19世纪中叶，日本的思想家福泽谕吉提出了著名的“脱亚入欧”论，对日本近现代的发展产生了深远影响。
从明治维新开始，日本迅速强大起来，并强烈影响着东亚各国近现代化进程，中国也不例外。历史戏剧性的逆转，中国开始向日本派遣大批留学生，学习日本的经验。从1898年至1911年间，至少有2.5万名中国学生赴日本留学然而，中国向日本的学习比之于日本就显得过于粗略和傲慢了。有证据表明，“中国留日学生的总体水平低得可怜”。
1949年以后，中国和日本开展了非常有限的民间交往。中国与日本民间科技交流始于1960年代初期，当时交流的主要形式是主办中日科技座谈，日本工业界技术人员来到中国，专题介绍日本新的技术，中日双方技术人员进行讨论。该项交流规模逐年扩大，成为当时中国技术人员了解世界科技发展情况的重要渠道之一，一直延续到1970年代中期。
1972年「邦交正常化」以後，中国和日本的科技和文化交流发展很快。1978年日本政府同发展中国家进行科技合作的执行机构日本国际协力事业团（JICA）开始同中国建立联系。1979年12月6日中国和日本政府签署了《中日文化交流协定》；1980年5月20日，中国和日本签订了《中日科学技术合作协定》。目前，中日民间科技、文化交流亦发展到相当规模。近年来，日本的流行文化对中国也产生了很大影响。如日本的电影、动画片、漫画、电子游戏等对中国几代人都产生了很大影响。
2016年5月，阿里巴巴集团和日本软银公司联合宣布，双方达成合作，将携手拓展日本云计算市场。2019年，腾讯云正式进入日本市场，并建立一支完全本地化团队，为日企提供先进的云技术服务，助力日企数字化进程。目前，腾讯云在日本东京已运营两个可用区（数据中心）。
2019年4月18日，腾讯在广东省文化和旅游厅申请的《新 超级马力欧兄弟U 豪华版》过审，预示腾讯获得了中国大陆行货版任天堂Switch的代理销售权。同日华尔街日报对任天堂进行的采访中确认了这一消息。
同年4月26日，任天堂和腾讯分别正式公开了任天堂Switch由腾讯代理进入中国的消息，這是任天堂繼神游之後，暌違多年再度重回中國大陸的巨大市場，也是騰訊首次接觸主機市場。同時是中日關係中，任天堂首次進入中國。但好景不长，2024年11月26日，腾讯宣布将于2026年3月31日起逐步关闭国行版任天堂Switch的网络功能、e商店及相关在线服务。同时为国行用户提供已上市的13款游戏中任选4款游戏的免费兑换作为补偿措施。

## 簽證

持中華人民共和國護照的中華人民共和国公民簽證要求分布圖：入境日本需签证。

持日本護照的日本國民簽證要求分布圖：入境中国大陆可以免签证。

日本允许居住在特定国家的中国大陆籍人士可以申请3个月内单次有效、停留期为15天的电子签证。日本亦允许中国护照持有者使用邮轮观光免签证（指定邮轮，以观光为目的，在船舶停靠的日本港口可免签停留7日，多个港口停留可累计30天，须在所乘游轮离港前返回邮轮）。
中国大陆曾经提供15天的免签证政策，2020年3月28日因2019冠状病毒病疫情暂停实施，直至2024年11月30日以临时性政策的形式恢复实施，期限亦延长至30天。

## 交通

### 航空
日本侵华时期，中国大陆和日本内地间就有航空路线。战后一度中断，直到1979年，中国民航上海管理局开通上海-长崎航线，1987年4月，全日空开办往北京、大连、香港等多条航线，2016年9月1日，乐桃航空宣布于2016年11月1日及2日新增大阪关西机场及东京羽田机场往返上海浦东机场的航线，每周各5班。随后两国航班不断增加。

#### 客運
| 中华人民共和国 | 日本（按照都會區人口排列） |
| -------------- | --- |
| 北京首都       | 東京羽田（中国国际航空、海南航空、全日本空输、日本航空） 東京成田（中国国际航空、海南航空、春秋航空日本） 大阪關西（中国国际航空、海南航空、全日本空输） 名古屋（中国国际航空） 札幌（中国国际航空） 福岡（中国国际航空（经大连）） 仙台（中国国际航空（经停大连）） 廣島（中国国际航空（经停大连）） 那霸（中国国际航空） |
| 北京大兴       | 東京羽田（中国南方航空、中国东方航空） 大阪關西（中国南方航空、中国东方航空、吉祥航空） 名古屋（吉祥航空季节性） 靜岡（中国联合航空（计划开办）） 福冈（中国联合航空（计划开办）） |
| 天津滨海       | 東京羽田（天津航空、奥凯航空） 東京成田（中国国际航空（经大连）、春秋航空日本） 大阪關西（天津航空） 名古屋（日本航空、天津航空） 札幌（天津航空） |
| 石家庄正定     | 东京羽田（春秋航空） 东京成田（春秋航空） |
| 太原武宿       | 名古屋（经烟台） |
| 沈阳桃仙       | 东京成田（中国南方航空） 大阪關西（中国南方航空、春秋航空） 名古屋（中国南方航空） |
| 大连周水子     | 東京羽田（日本航空） 東京成田（中国南方航空、中国国际航空、全日本空输、春秋航空日本） 大阪關西（中国南方航空） 名古屋（中国南方航空） 札幌（中国南方航空、春秋） 富山（中国南方航空） 福冈（中国国际航空、春秋航空） 仙台（中国国际航空） 广岛（中国国际航空） |
| 长春龙嘉       | 东京成田（中国南方航空） 名古屋（中国南方航空） |
| 延吉朝阳川     | 大阪关西（中国东方航空（待恢复）） |
| 哈尔滨太平     | 东京成田（中国南方航空、春秋航空日本） 大阪關西（中国南方航空） 名古屋（中国南方航空） 新潟（中国南方航空） |
| 上海虹桥       | 东京羽田（中国东方航空、日本航空、全日本空输） |
| 上海浦东       | 東京羽田（中国东方航空、吉祥航空、上海航空、春秋航空、全日本空输、日本航空、乐桃航空、捷星日本航空） 東京成田（中国东方航空、吉祥航空、春秋航空、中国国际航空、中国南方航空、全日本空输、春秋航空日本） 大阪關西（中国东方航空、吉祥航空、春秋航空、中国国际航空、中国南方航空、全日本空输、日本航空、乐桃航空） 名古屋（中国东方航空、吉祥航空、上海航空、春秋航空、中国国际航空、日本航空） 札幌（中国东方航空、吉祥航空、春秋航空） 福岡（中国东方航空、上海航空、春秋航空、中国国际航空） 廣島（中国东方航空） 仙台（中国国际航空） 新潟（中国东方航空） 松山（中国东方航空） 高松（春秋航空） 富山（上海航空） 冈山（中国东方航空） 靜岡（中国东方航空） 鹿儿岛（中国东方航空） 长崎（中国东方航空） 旭川（吉祥航空） 那霸（中国东方航空、吉祥航空） 佐贺（春秋航空） 小松（中国东方航空） 茨城（春秋航空） |
| 南京禄口       | 东京成田（中国东方航空、春秋航空日本） 大阪關西（吉祥航空、深圳航空） 名古屋（吉祥航空） 札幌（中国东方航空） |
| 徐州观音       | 大阪关西（祥鹏航空） |
| 无锡硕放       | 东京成田（吉祥航空） 大阪關西（深圳航空、吉祥航空） 名古屋（吉祥航空） |
| 常州奔牛       | 大阪关西（春秋航空） |
| 淮安涟水       | 茨城（青岛航空） |
| 扬州泰州       | 大阪关西（春秋航空） |
| 连云港花果山   | 大阪關西（中国联合航空、海南航空） 静冈（中国东方航空） |
| 杭州萧山       | 東京成田（中国国际航空、全日本空输） 大阪關西（长龙航空、厦门航空、中国国际航空、首都航空） 名古屋（厦门航空（将於2024年09月20日开办）、长龙航空） 札幌（海南航空） 静冈（首都航空） |
| 宁波栎社       | 东京成田（春秋航空日本） 大阪關西（中国东方航空、春秋航空） 名古屋（春秋航空） 福岡（春秋航空） |
| 温州龙湾       | 名古屋（春秋航空） |
| 合肥新桥       | 大阪關西（中国东方航空、首都航空） |
| 福州长乐       | 东京成田（厦门航空） 大阪關西（厦门航空）四川航空 札幌（厦门航空） 那霸（厦门航空（即将开航）） |
| 厦门高崎       | 東京成田（厦门航空） 大阪關西（厦门航空） 名古屋（吉祥航空（经上海-浦东）） |
| 济南遥墙       | 東京羽田（山东航空） 大阪关西（山东航空） 名古屋（乌鲁木齐航空） |
| 青岛胶东       | 东京羽田（全日本空输） 东京成田（中国东方航空季节性） 大阪關西（山东航空、中国东方航空） |
| 烟台蓬莱       | 東京成田（中国东方航空） 名古屋（中国东方航空） |
| 郑州新郑       | 東京成田（中国南方航空） |
| 武汉天河       | 東京成田（中国东方航空） 名古屋（中国东方航空（经上海-浦东）、乌鲁木齐航空） |
| 长沙黄花       | 東京成田（中国南方航空） 名古屋（中国南方航空） |
| 张家界荷花     | 大阪关西（四川航空） |
| 广州白云       | 東京羽田（中国南方航空、全日本空输、日本航空） 東京成田（中国南方航空、全日本空输、日本航空） 大阪關西（中国南方航空、九元航空） 名古屋（中国南方航空（部分经上海-浦东）、上海航空） 福冈（春秋航空（将於2024年09月20日开办）） |
| 深圳宝安       | 東京羽田（全日本空输） 東京成田（深圳航空、中国国际航空、全日本空输、春秋航空日本） 大阪關西（深圳航空、春秋航空） 名古屋（深圳航空、春秋航空） 札幌（深圳航空） |
| 海口美兰       | 大阪关西（吉祥航空（经停上海）） |
| 重庆江北       | 大阪关西（厦门航空） |
| 成都天府       | 東京成田（四川航空） 大阪關西（四川航空） 名古屋（中国东方航空（经青岛）） 札幌（四川航空） |
| 昆明长水       | 東京成田（中国东方航空） |
| 西安咸阳       | 东京成田（中国东方航空、海南航空） 大阪關西（春秋航空） 名古屋（中国东方航空（部分经上海-浦东）、长龙航空） |
| 兰州中川       | 名古屋（中国东方航空（经上海-浦东）） |
| 乌鲁木齐地窝堡 | 大阪關西（天津航空（经天津）、山东航空（经青岛）） 名古屋（乌鲁木齐航空（经武汉或济南）） |

- 日本航空的波音777-200ER型客机在上海虹桥国际机场滑行
- 全日本空输一架波音767货机降落在天河机场
- 全日空一架波音767停靠于1号航站楼远机位
- 全日本空输的波音767-300ER型客机在广州白云国际机场起飞

#### 事件
- 1998年11月2日，东航一架空中客车A300-600R（注册号B-2322）执行上海飞往大阪的MU515号班机，在上海虹桥国际机场起飞后前起落架左轮突然脱落，飞机紧急迫降虹桥机场，所幸机上87名乘客和15名机组人员无一死伤。
- 2007年3月4日，全日空114号班机从天津往名古屋，在天津滨海国际机场准备起飞时，在由牵引车拖至起飞跑道的过程中，飞机右侧主机翼前端与停泊中的日本航空飞机左侧前端发生碰撞。
- 2016年4月9日，国航一架从北京至东京的CA181航班在东京国际机场准备降落时，机场塔台因地面跑道仍有飞机滑行而要求该航班重飞，而在此之前已经准许飞机降落。机组人员后无视航空管理员指令，将航班按照原本计划强行降落，幸好前面降落的航班已驶离跑道，未有造成人员伤亡。
- 2018年11月13日，日本航空公司一架B787-9飞机在中国上海浦东国际机场侵入34L跑道，导致原本使用该跑道的达美航空DL582航班被迫中断起飞。
- 2019年8月27日下午，国航一架执行北京至东京羽田CA183航班的空中客车A330-300（注册编号B-5958）在北京首都国际机场进行旅客登机时，前货舱冒烟起火，旅客全部撤离，飞机机身受损，该机随后遭报废。
- 2020年1月28日正值新冠肺炎事件，由日本大阪关西国际机场始发的吉祥航空HO1340航班，原先飞往上海浦东机场，但为配合疫情防控，经过反复协调和申请，将航班的目的地改为武汉天河机场，将94位武汉籍乘客送回武汉。航班上还搭载了19箱口罩与防护服，均为吉祥航空通过日本营业部在当地组织采购的，一并运到了武汉天河机场。该航班于23点10分抵达武汉，惟机组不做停留，空机返回上海，机上所有人员隔离14天。而执行该航班任务的飞机，也将按一级防疫标准全面消毒，客舱由专业人员完成全方位消毒工作，杜绝后续交叉感染。此事件与1月27日中国南方航空由名古屋中部国际机场经上海浦东飞往广州白云机场的CZ380航班处理武汉籍乘客的方式完全不同，故在网上引发热议。
- 2023年11月3日，吉祥航空从大阪关西飞往上海浦东的HO1338航班在下降过程中，一名旅客擅自操作飞机舱门手柄，被机组及时发现并制止。在航班安全落地后，涉事旅客被移交警方接受调查，后被刑事拘留。
- 2023年12月7日，一位乘客表示她上海浦东机场搭乘吉祥航空航班飞往日本大阪时，工作人员让一名外籍旅客优先上飞机，令她滞留机场。而在寻求解释时，工作人员则表示指该外籍乘客行李已托运，因此让他上飞机（唯独已托运行李的为该乘客）。吉祥航空表示，事件为偶发服务过错，不存在偏袒外籍旅客的行为。吉祥航空还表示已对涉事工作人员停职处理，并对该航班管理团队追责。

#### 貨運
| 中华人民共和国 | 日本（按照都會區人口排列） |
| -------------- | --- |
| 北京首都       | 大阪关西（联邦快递航空） |
| 天津滨海       | 东京成田（全日空货运） |
| 大连周水子     | 东京成田（全日空货运） 大阪关西（全日空货运） |
| 上海浦东       | 东京成田（中国国际货运航空、中国货运航空、日本航空（经名古屋/中部）、全日空货运、日本货物航空） 大阪关西（中国国际货运航空、中国货运航空） 那霸（全日空空输） |
| 杭州萧山       | 东京成田（全日空货运） |
| 宁波栎社       | 大阪关西（顺丰速运） |
| 合肥新桥       | 大阪关西（广东龙浩航空） |
| 厦门高崎       | 东京成田（全日空货运） 大阪关西（中国货运航空） |
| 鄂州花湖       | 名古屋（阿特拉斯航空） |
| 广州白云       | 东京成田（全日空货运） 那霸（全日空货运） |
| 深圳宝安       | 东京成田（美國南方航空、逻辑航空、亚特拉斯航空、博立货运航空、联合包裹服务航空） 大阪关西（顺丰速运、联邦快递航空、联合包裹服务航空） 名古屋（博立货运航空）  |
| 成都双流       | 大阪关西（四川航空） |
| 西安咸阳       | 东京成田（顺丰速运） |

### 船运
| 中华人民共和国 | 日本          |
| -------------- | ------------- |
| 太仓港 青岛港  | 下关港        |
| 上海港         | 大阪港 神户港 |

## 双方敏感问题

### 中日领土和戰爭争端

#### 釣魚台列嶼主權問題
钓鱼台列屿是一片无人岛屿，在日本被称为“尖阁諸岛”，位于东海南部，距台湾基隆约100海里，距日本冲绳那霸约225海里。目前兩國都宣称对该群岛拥有主权。

#### 东海油气田问题
东海油气田问题是指中华人民共和国和日本国关于东海专属经济区的划界和油气资源开发的分歧和争论。

#### 冲鸟礁问题
冲鸟礁，日本称为冲之鸟岛，是日本南部太平洋海域的一处日属礁石。中华人民共和国认为其是岩礁；日本则认为是岛屿。如果承认冲鸟礁是岛屿的话，日本将得到其周边43万平方公里的专属经济区，並獲得区内的一切自然资源。

#### 抗日战争的历史遗留问题
如何看待日本在第二次世界大戰佔領中国的历史，一直是中日关系的焦点。在中日联合声明和中日和平友好条约中已明确表述，构成了中日关系的政治基础。中日邦交正常化以來，双方曾经历一段蜜月期，在中国官方宣传中，「中日两国世代友好」是基调。80年代末，日本国内经济不景气引发民间右翼排外思潮不断兴起，使得很多日本人对中国人的反感甚至仇视不断加深，日本右翼势力借此否定、美化侵略历史的活动时有发生。而六四天安门事件以來，中國政府的国际形象大损，被日本民众普遍认为是沒有言論自由、肅清異議人士、提倡仇日思想和民族主义狂热。同时，中国民众的民族主义思潮也不断兴起，加之日本在各个敏感问题上所採取的態度，使自发的反日和仇日宣传不断增多，网络上时常流传各种或真或假的“日本辱华事件”，每每激化中國民众對日本人的反感，出现了大量“抵制日货”的呼声。中国政府对于反日宣传，一般采取低调放任的态度。但对于民间反日组织的活动，亦采取高压控制方法。2005年4月，上海大规模反日示威游行，普遍认为有政府背景。但事件发生之后，安全部门秘密拘捕了一批民间反日人士。

#### 台湾问题
台湾问题在这里指日本如何看待台湾的政治地位的问题，也是中华人民共和国与日本国建交的前提和基础。在台湾问题上，日本基本上追随了美国的对华政策。

#### 历史教科书问题
日本历史教科书问题是指围绕日本国内历史教科书的编写、修订而衍生的东亚、东南亚国家对日本国内怎样看待日本在亚洲及太平洋地区的戰爭历史的争议。

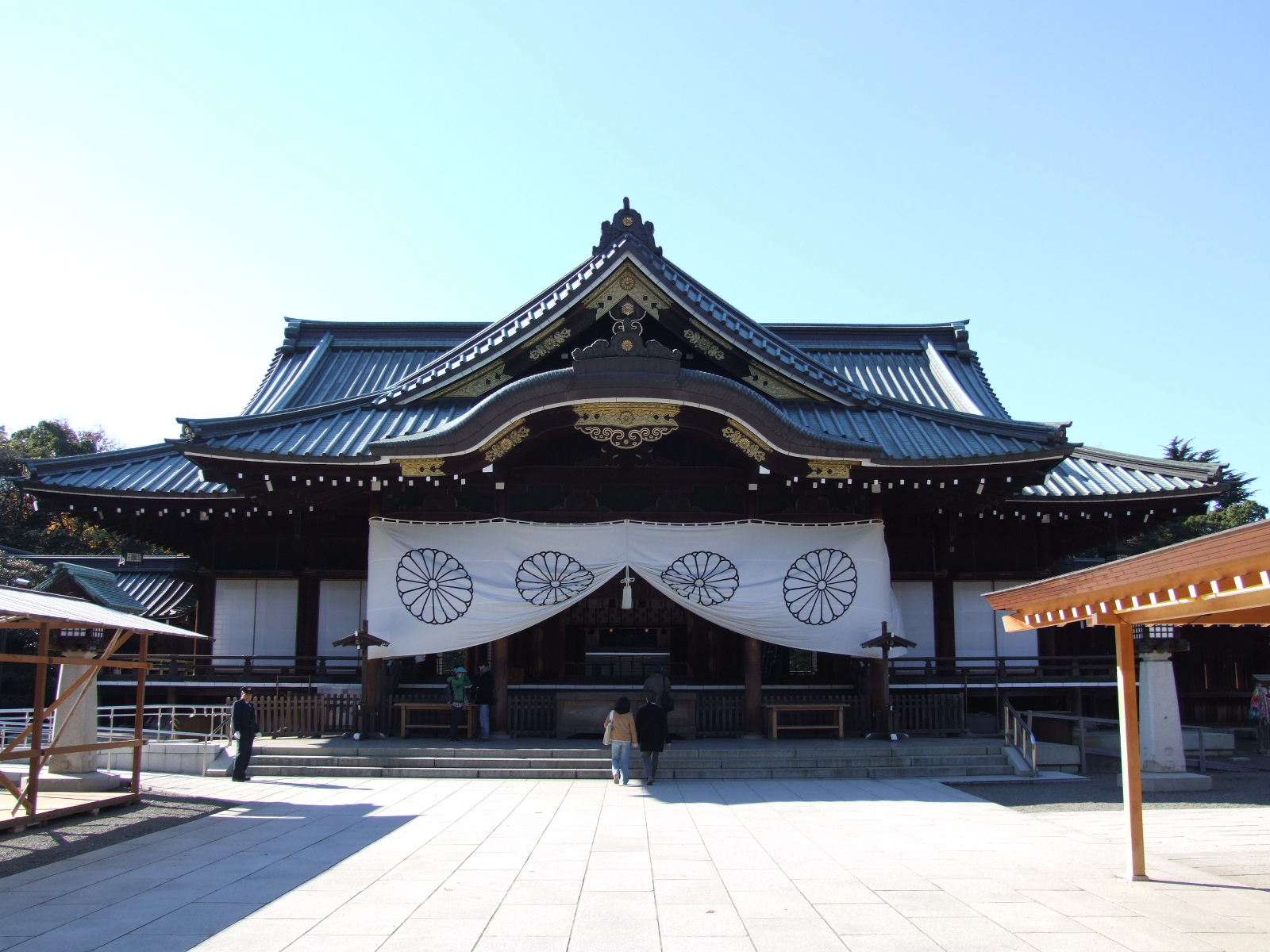
靖國神社

#### 靖国神社问题
靖国神社供奉着自明治维新以来为日本战死的军人及军属。由于靖国神社同时供奉着14名二战甲级战犯，被中国和朝韩等国视为日本军国主义的象征而备受争议。

#### 南京大屠杀

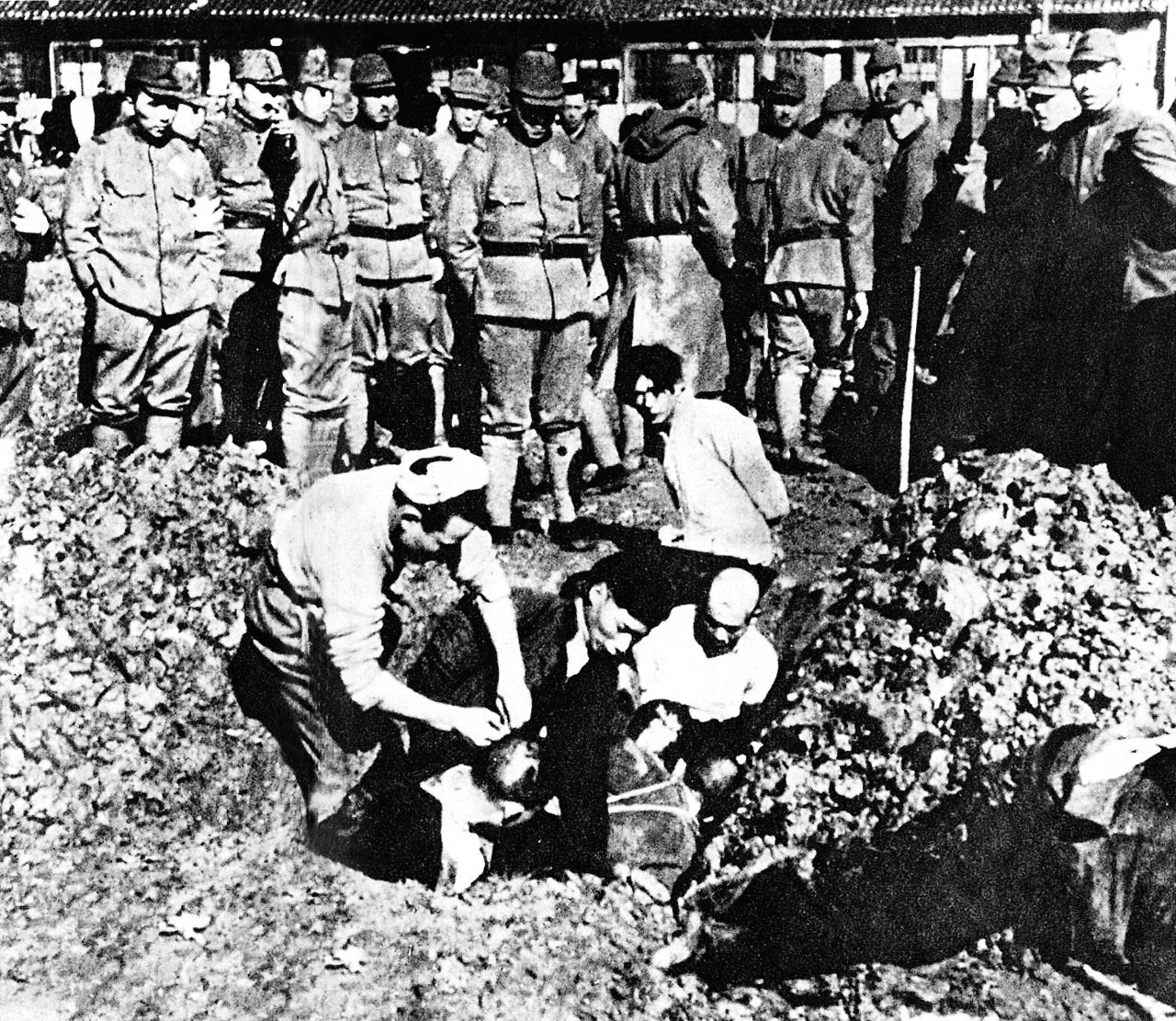
1937年南京大屠殺中，日軍強硬將中國平民押進坑中準備集體活埋。

南京大屠杀是日本侵华战争初期日本军队在中华民国首都南京犯下的大规模屠杀、强奸以及纵火、抢劫等战争罪行与反人类罪行。日军暴行的高潮从1937年12月13日攻占南京开始持续了6周，直到1938年2月南京的秩序才开始好转。据第二次世界大战结束后远东国际军事法庭和南京军事法庭的有关判决和调查，在大屠杀中有30万以上中国平民和战俘被日军杀害，约2万中国妇女遭日军奸淫，南京城的三分之一被日军纵火烧毁。
在中国，自1947年南京军事法庭审判以来，普遍认为约有30万人在大屠杀中遇难。在日本，日本政府承认“发生过杀害非战斗人员和掠夺等行为”，但对遇难人数则暧昧不清。日本学界对遇难人数的估计有20万人、4万人、2万人等几种，也有认为南京大屠杀不存在的“否认派”。“否认派”得到部分日本政商势力的支持，在中国引起强烈反感，这使得南京大屠杀成为严重影响中日关系的主要历史问题之一。

#### 旅顺大屠杀

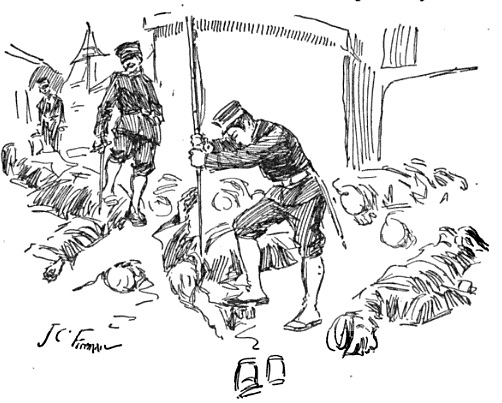
一份西方報紙登載日軍在甲午战争中执行旅順大屠殺殘害中國人的素描。

1894年中日甲午战争，同年11月21日日军攻陷旅顺，执行旅順大屠殺，对城内进行4天3夜的抢劫、屠杀和强奸。
根据英国战地记者维利尔斯的報導，短短四天市內就有兩萬人遇害，只有埋屍的36名華人倖免於難，而這36人的帽子上還寫著「此人不可殺戮」的標記。
當時一些來自西方的目擊者都記述了慘案的真相，包括一名英国水手的回憶錄《旅順落難》、英國人詹姆斯·艾倫（James Allan）的著作《在龍旗下——中日戰爭目擊記》、《紐約世界報》記者詹姆斯·克里曼等。

#### 战争赔偿问题
日本在第二次世界大戰结束前所發起的各起戰事讓中國蒙受了巨大经济财产和生命损失。日本政府在1972年中日邦交正常化谈判时，明确表示痛感过去由于战争给中国人民造成的重大责任并对此深刻反省。在此前提下，中国政府决定放弃对日本的战争赔偿要求，并载入1972年中日两国签署的《中日联合声明》。1978年，中华人民共和国第五届全国人大常委会第三次会议批准的《中日和平友好条约》再次以法律文件的形式确认了放弃对日战争赔偿要求的决定。但很多人认为，虽然中国政府放弃了政府间的战争赔偿，但不包括民间赔偿问题，因而民间的受害者仍有权利向日本政府及有关企业提出民事赔偿的请求，如针对慰安妇和强制劳工的赔偿。在近代史上，日军是唯一有随军妓女的军队，有关针对慰安妇的赔偿问题近些年来也显得较为突出。

#### 关于日本遗弃在华化学武器问题
在第二次世界大戰期间，日军公然违反国际公约，使用化学武器，造成大量中国军民中毒伤亡。日军战败时为掩盖罪行，毁灭证据，将大量化武就近掩埋、遗弃。到近年，已經有十多個中國的省市自治区，三十多处发现了日本遗弃化武。由于这些遗弃化武已经过半个世纪的风雨侵蚀，锈蚀严重，有的已发生泄漏，对各地人民的生命财产安全和生态环境等造成了严重危害。为解决此问题，自1989年至今，中日已举行了最少4次政府谈判及4次专家磋商。1997年，双方成立联合工作组，並举行了4次工作组会议。在中國推动下，日本对遗弃在华化武进行了15次现场调查。日本由最初不承認這些武器屬日軍留下，到最後承認武器屬日軍所留下。1999年7月30日，中日两国政府签署《中华人民共和国政府和日本国政府关于销毁中国境内日本遗弃化学武器的备忘录》，日本承诺将根据《中日联合声明》、《中日和平友好条约》、《禁止化学武器公约》的原则精神及《备忘录》的有关规定尽快解决这一问题。

### 其他战略分歧

#### 日美安全合作问题

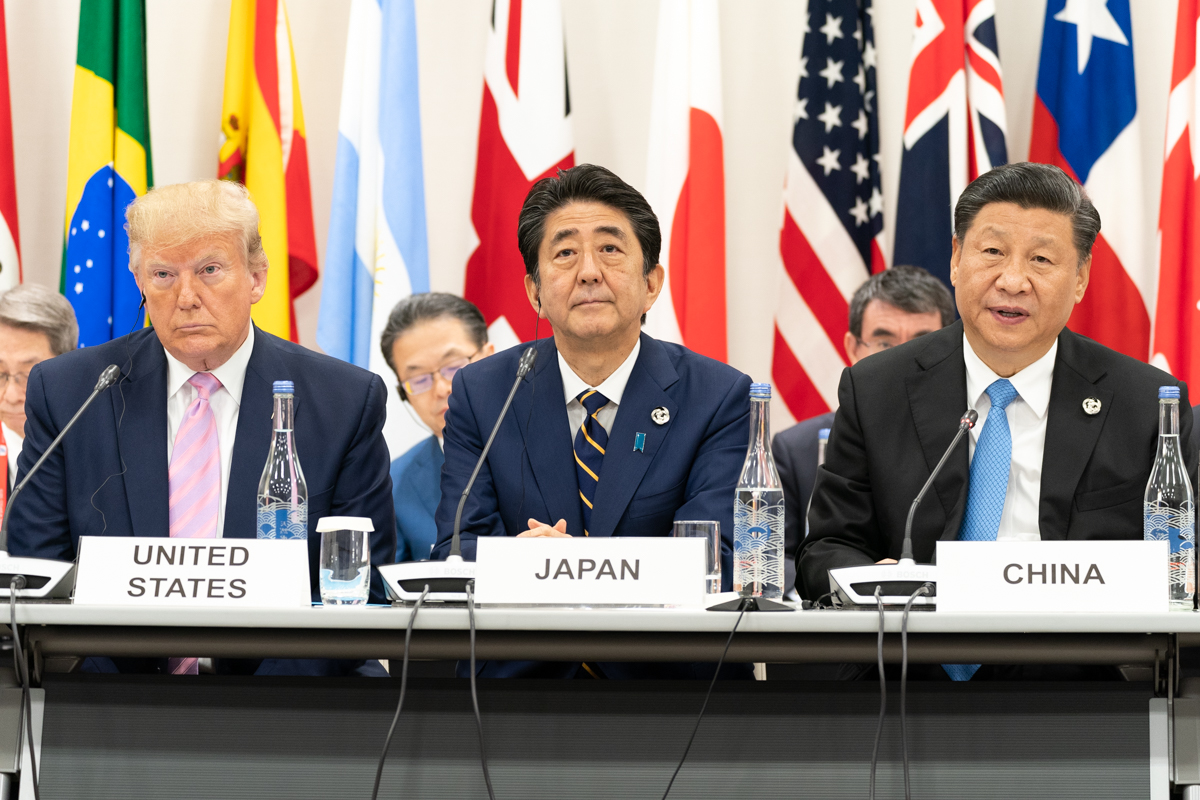
中日關係、美日關係、中美關係悉悉相關。圖為特朗普、安倍晉三、習近平.

第二次世界大戰結束後日美就建立了军事同盟，并且以日美安保條約的形式确定下来，并在近年不断增加軍事預算，对此，中國认为日美的防卫对象是中国，并提出抗议；同时，也以不断加入军费投入予以回应。

#### 日本修宪和争常问題
第二次世界大戰結束後的日本，经济实力仅次于美国，但是由于日本是二战战败国，在政治上却受到了诸多限制。如日本的宪法规定，日本只能专守防卫，不能拥有军队。于是在日本国内有了修改宪法的声音，并想借成为联合国常任理事国提高国际影响力，成为“正常国家”。因为历史问题，日本修宪和争常均遭到中国、韩国及其他一些地区民众的强烈反对。

#### 中日军备问题
关于中国国防开支连续18年以两位数增长一事，强调“继续注意中国国防费的增额和军事现代化仍有不透明的部分”，日本将“要求中国国防开支更加透明化”。中國则对日本自卫队不断谋求以“维和”等名义派兵海外予以批评。

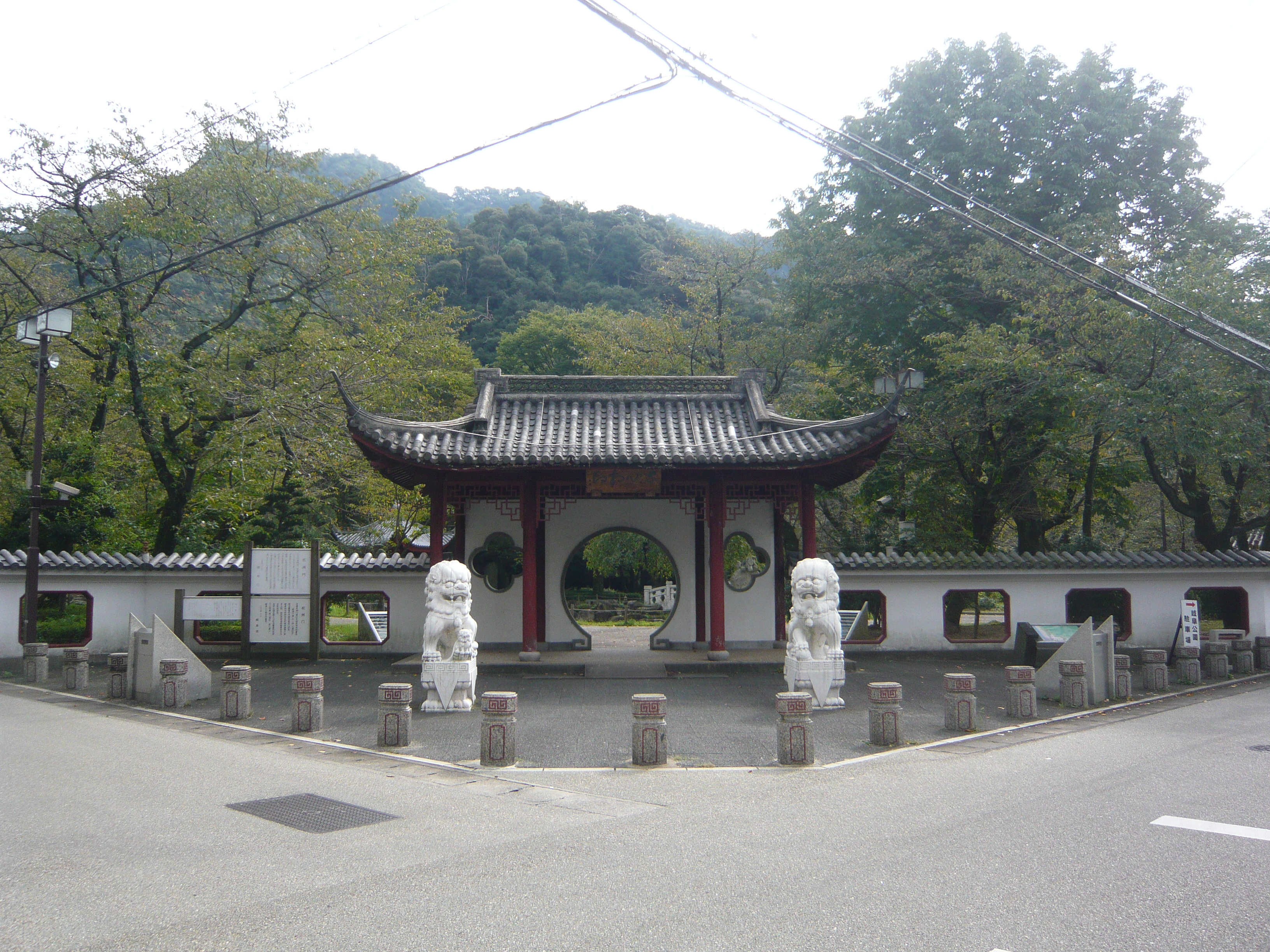
岐阜縣中日友好庭園

自日本政府2012年將釣魚台「國有化」後，中日間在軍事和準軍事領域的摩擦就處於逐漸升温升級的狀態。根據香港01引述日本媒體報道，截至2021年5月10日，中國海警船已經在釣魚島不間斷連續巡航超過80天，東京當局對此感到了前所未有的壓力。2021年5月，日本海上自衛隊自衞官小田真也表示，目前日本海上自衞隊面臨來自中國海軍的極大壓力。在他負責的管區，中國海上和空中武裝力量逼近日本海上防衞警戒區域的次數和頻度都在升高，而目前海上自衞隊從裝備數量和人員配置上，對中國的應對都已經達到了極限。并稱，雖然日本自衞隊可以得到美軍的技術裝備，但目前由於技術上受制於美國，加上資金限制，日本自衞隊近年來武器裝備的更新換代和升級能力很慢、很弱。

#### 中国外交部篡改日本首相言论
2025年3月21日，日本首相石破茂在东京会见了参加中日韩外长会议的中国外交部长王毅。根据中国外交部当天发布的新闻稿，石破茂表示，日方“充分认识日中四个政治文件的重要意义，尊重中方阐述的立场”，愿同中方加强交往合作，推动两国关系向前发展，更好惠及两国人民。日本外交部星期六向中国提出抗议，表示石破茂没有发表“尊重中方立场”的言论，敦促中国立即删除被指是不正确的描述。惟中国外交部官网上的新闻稿仍包含被日方指为不实的这段表述。

### 其他敏感问题

#### 日本政府对华援助
在中日邦交正常化的时候，中华人民共和国同中华民国政府一样，免除了日本明治維新後至第二次世界大戰前各起戰事的官方战争赔偿，对此日本政经界人士深表感激。而同时中国的发展需要日本的资金、技术，于是中日政府双方达成默契，以日本政府发展援助的形式在某种程度上弥补中国放弃战争赔偿的经济损失。
对华援助是政府開發援助项目的一部分。日本对华日元贷款始于1979年。截至2006年6月，日本政府已累计向中国承诺提供日元贷款协议金额约32078.54亿日元，用于242个项目的建设。截至2006年5月底，中国实际使用日元贷款约23864.13亿日元。截至2005年，中国共接受日本无偿援助累计1376亿日元（约合12.5亿美元），用于136个项目的建设，涉及环保、教育、扶贫、医疗等领域。长期以来，日本一直是中国的最大援助国，如北京國際機場之興建便由日本政府提供三百億日元的援助。由于中国经济的快速发展加之日本政府強烈怀疑中国政府將日本的援助使用於擴充軍備等非和平用途，日本政府正逐年减少对华援助，转而援助印度。2006年3月23日日本政府宣布冻结新财政年度的对华日元贷款计划。

#### 在日中国留学生问题
目前中國留學生佔在日留學生總數八成以上。持有留學的居留資格在日本從事有收入的工作是受到時間限制的。然而，为了维持在日开销及读书费用常有学生冒着被学校除名的风险超時打工。其中也有部分留學生假借讀書为名，而以打工賺錢為本業。日本也确实存在一些专以协助留学生获得学生签证并谋取高额学费的“野鸡大学”。为此，有些受骗的中国学生与学校发生冲突和争执，学校或以不予协助绪期签证威胁，中国留学生则以不辞而别及不缴纳學費作为回应，并酿成了轰动日本的“酒田短期大學倒閉事件”。也有一些中国留学生加入日本的犯罪集團，或自组帮派，依地域称为福建幫、東北幫、上海幫、廣東幫等，酿成“福岡中國留學生殺人事件”等犯罪事件。因此日本核發留學簽證的條件就變得嚴苛，以期对此不良结果予以限制。在日本国内经济长期不景气引发的排外情绪及日本右翼团体兴起的影响下，日本民眾对中国的态度由中日建交時的睦鄰親善，轉變成對中國人抱持觀望或不歡迎態度。

#### 福岛核废水排放问题
2021年4月13日，针对日本政府宣布将福岛第一核电站的核废水排入大海的决定，中国外交部表示強烈譴責，並表示核廢水的排放計畫是極為不負責任的表現，並指出日本政府不顧國內與國外的聲浪作出相關決定。4月14日，外交部发言人赵立坚在外交部例行记者会表示，「海洋不是日本的垃圾桶，太平洋也不是日本的下水道」，日方应重新审视福岛核电站核废水处置问题，在同各利益攸关国家和国际原子能机构充分协商并达成一致前，不得擅自启动排海。2021年4月15日，外交部部长助理吴江浩召见日本驻华大使垂秀夫，就日方作出福岛核废水排海决定提出严正交涉，表示有关决定“涉嫌违反国际法和国际规则，不是现代文明国家所为”；同日，商务部发言人高峰表示，商務部将密切跟踪事态发展，保障中国消费者的安全。2022年9月19日，有记者在外交部例行记者会上表示，东京电力公司一度表示，对净化后的福岛核电站核污染水进行采样分析，发现放射性锶-90的活度浓度约为日本国家标准值的3倍；外交部发言人毛宁表示，中方再次敦促日方停止强推核污染水排海。
2023年2月27日，外交部部长秦刚在联合国人权理事会高级别会议表示，福岛沿岸拥有世界上最强的洋流，核污染水排海十年后，有关放射性核素将蔓延至全球海域，“这不是日本一家的私事”；各国应敦促日本政府，正视国际社会合理关切，履行应尽国际义务，以公开、透明、科学、安全的方式处置核污染水。2023年3月6日，中国常驻维也纳联合国和其他国际组织代表团代表李松在国际原子能机构三月理事会会议上表示，日本不得擅自启动福岛核污染水排海。就日本政府於8月24日啟動福島核污染水排海提出，海关总署决定自当日起全面暂停进口原产地为日本的水产品。日本首相岸田文雄表示已通过外交渠道向中华人民共和国提出交涉，要求立即撤销進口禁令。2024年9月，中日雙方經過談判後達成共識，日本同意中國等國在國際原子能機構的框架下，獨立取樣監測福島核污水，但必須尊重日本主權，中方表示將在參與監測活動後逐步恢復水產進口。
2024年11月，中共中央總書記習近平與日本首相石破茂會面後兩國達成核廢水排放共識。2025年6月29日，中華人民共和國海關總署發布公告，自即日起恢復部分原產地為日本的水產品進口。

## 延伸阅读
1. 小倉和夫：《中國的威信．日本的矜持》，陳鵬仁 譯，星定石文化，2002年
2. 黃文雄：《中國與近代東亞》，李明宗 譯，草根出版事業有限公司，2001年
3. 黃文雄：《日中戰爭 - 中國八年抗戰掩蔽的真相》，蕭志強 譯，前衛出版社，2002年
4. 東中野修道：《徹底檢證「南京大屠殺」》，前衛出版社，2001年
5. 王芸生：《六十年来中国与日本》，1932年1月11日起在《大公报》连载，生活·读书·新知三联书店2005年再版，共7卷，200万字
6. 李文：《东亚的崛起与全球化即“西化”时代的终结》，当代亚太2003年第1期
7. 李文：《日本文化在中国的传播与影响（1972-2002）》
8. 王晓秋：《中日文化交流史话》，商务印书馆，1996年
9. 李寅生：《中日古代帝王年号及大事对照表》，四川出版集团，2006年
10. 中日關係的絕望與希望（页面存档备份，存于）

### 其他網站
- 搜狐读书：东亚三国古代关系史
- 联合早报网中日关系专辑（页面存档备份，存于）
- 人民网日本频道（页面存档备份，存于） / 中华网中日专集（页面存档备份，存于） / 新华网中国对日政策（页面存档备份，存于）
- 南京大屠杀遇难同胞纪念馆（页面存档备份，存于）
- 日本国驻华大使馆中日关系（页面存档备份，存于）
- 中日关系 - 中国驻日本大使馆（页面存档备份，存于）
- 中国民间保钓联合会
- 中国日本友好协会（页面存档备份，存于）
- 东京大学东洋文化研究所田中明彦研究室中日关系资料集（页面存档备份，存于）
- 浙江工商大学日本文化研究所网站（页面存档备份，存于）
- 中日關係- BBC 中文网（页面存档备份，存于）
- 中日关系- FT中文网（页面存档备份，存于）
- 時事- 中日關係- 法廣（页面存档备份，存于）
- 新聞專題 - 中日關係緊張